# Общественный транспорт Берлина
Обще́ственный тра́нспорт Берли́на в силу географического положения города, его туристической привлекательности и численности населения является важнейшей составляющей инфраструктуры Берлина, одного из крупнейших транспортных узлов Европы и Германии. Транспортная система Берлина и его пригородов, административно относящихся к Бранденбургу, неразрывно связывает их в единую Берлинскую агломерацию, что особенно наглядно видно на примерах линий берлинской электрички и маршрутов городских автобусов, пересекающих границу между этими землями.
Приоритет общественного транспорта перед индивидуальным закреплен в берлинском законе о мобильности (нем. Berliner Mobilitätsgesetz).
В целом же, мобильность означает для берлинцев свободу и качество жизни и является важным условием их участия в жизни общества.

## История развития

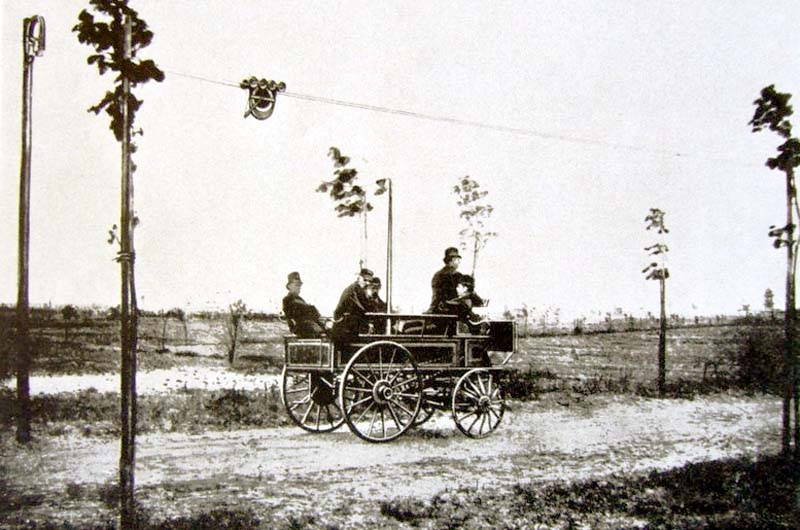
Электромот

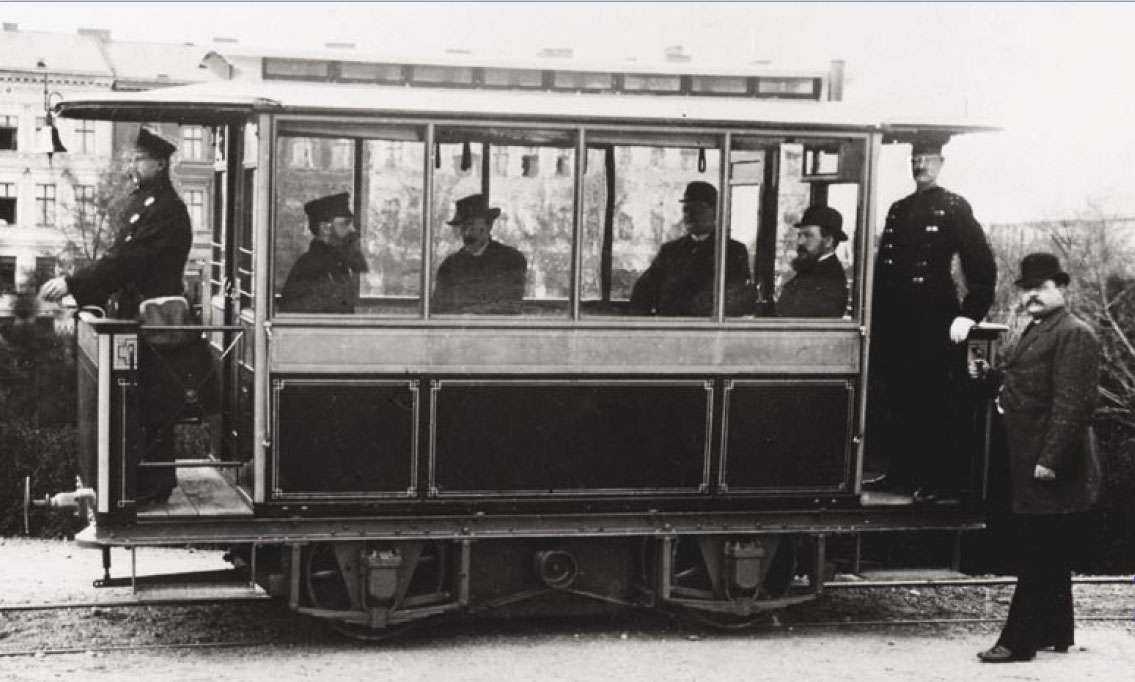
Первый в мире электрический трамвай

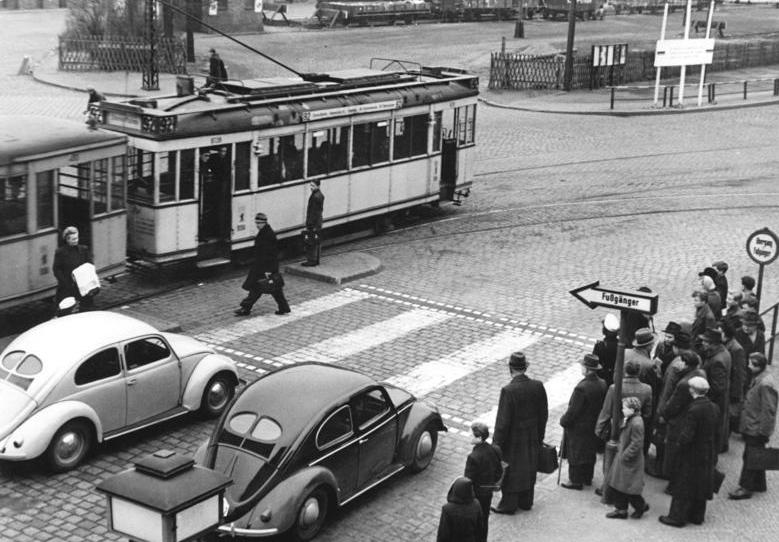
Первый пешеходный переход Германии

Некоторые вехи более чем 700-летней истории Берлинского транспорта:
- 1313 год: впервые упоминается паром (между нынешними Хеннигсдорфом и Хайлигензе)[3] — первый общественный транспорт в Берлине
- 1 января 1688 года: появление первого сухопутного общественного транспорта Берлина — паланкина[4]
- 24 декабря 1739 года: появление первого колесного общественного транспорта Берлина — фиакра[5]
- 27 сентября 1788 года: француз Бланшар в Тиргартене выполняет полет на своем воздушном шаре — первом летательном аппарате в небе Берлина[6]
- 20 ноября 1815 года: начало регулярной эксплуатации первых в Германии дрожек[5]
- 20 мая 1825 года: открыто одно из первых в мире омнибусных сообщений между Бранденбургскими воротами и Шарлоттенбургом[7]
- 22 сентября 1838 года: открыто движение по первой железной дороге Пруссии между Потсдамом и Целендорфом[8]
- 29 октября 1838 года: в районе Потсдамской площади открыт первый железнодорожный вокзал Берлина — Потсдамский[англ.] (ныне не существующий)[9]
- 22 июня 1865 года: между Бранденбургскими воротами и Шарлоттенбургом начата регулярная эксплуатация первой в Германии конки[10]
- 1873 год: организована транспортная полиция, получившая шутливое название «белые мыши» из-за их белых фуражек, которые даже в плохую погоду должны были быть на улицах хорошо заметны[11]
- 16 мая 1881 года: в Лихтерфельде начало регулярной эксплуатации первого электрического трамвая в мире[12]
- 29 апреля 1882 года: в Халензе начало регулярной эксплуатации Электромота — первого троллейбуса в мире[13]
- 1896 год: начало эксплуатации F11 — старейшей из ныне существующих паромных переправ Берлина[14]
- 31 мая 1897 года: в Гезундбруннене проложен первый подземный транспортный туннель Германии[15]
- 25 мая 1898 года: в Берлине представлен первый в мире электробус, два года спустя курсировавший между Анхальтским и Штеттинским (ныне Берлин-Северный[англ.]) вокзалами[16]
- 26 сентября 1909 года: начались полеты с аэродрома Йоханнисталь[17] — второй старейшей взлётной полосы в Германии
- 24 сентября 1921 года: на территории нынешних берлинских районов Вестэнд, Груневальд и Николасзе открыта для движения AVUS — первая в Европе скоростная трасса, предназначенная исключительно для автомобилей[18] — предшественник современных автомагистралей
- 8 октября 1923 года: открыт первый берлинский аэропорт Темпельхоф[19]
- 24 августа 1924 года: открыто движение электропоездов между Штеттинским вокзалом и Бернау — официальный день рождения берлинской электрички[20]
- 21 октября 1924 года: на Потсдамской площади установлен один из первых электрических светофоров в Европе[21]
- март 1952 года: перед вокзалом Шёневайде отмаркирован первый пешеходный переход Германии[22]
- 1 мая 1957 года: пущена в эксплуатацию первая канатная дорога (на территории современного Ганзафиртель)[23]
- 1988 год: в Берлине стартовал первый в Германии проект каршеринга[24][25]
- 28 августа 1989 года: одной из первых в мире начата перевозка пассажиров в поездах на магнитной подушке[26]

## Транспортная инфраструктура

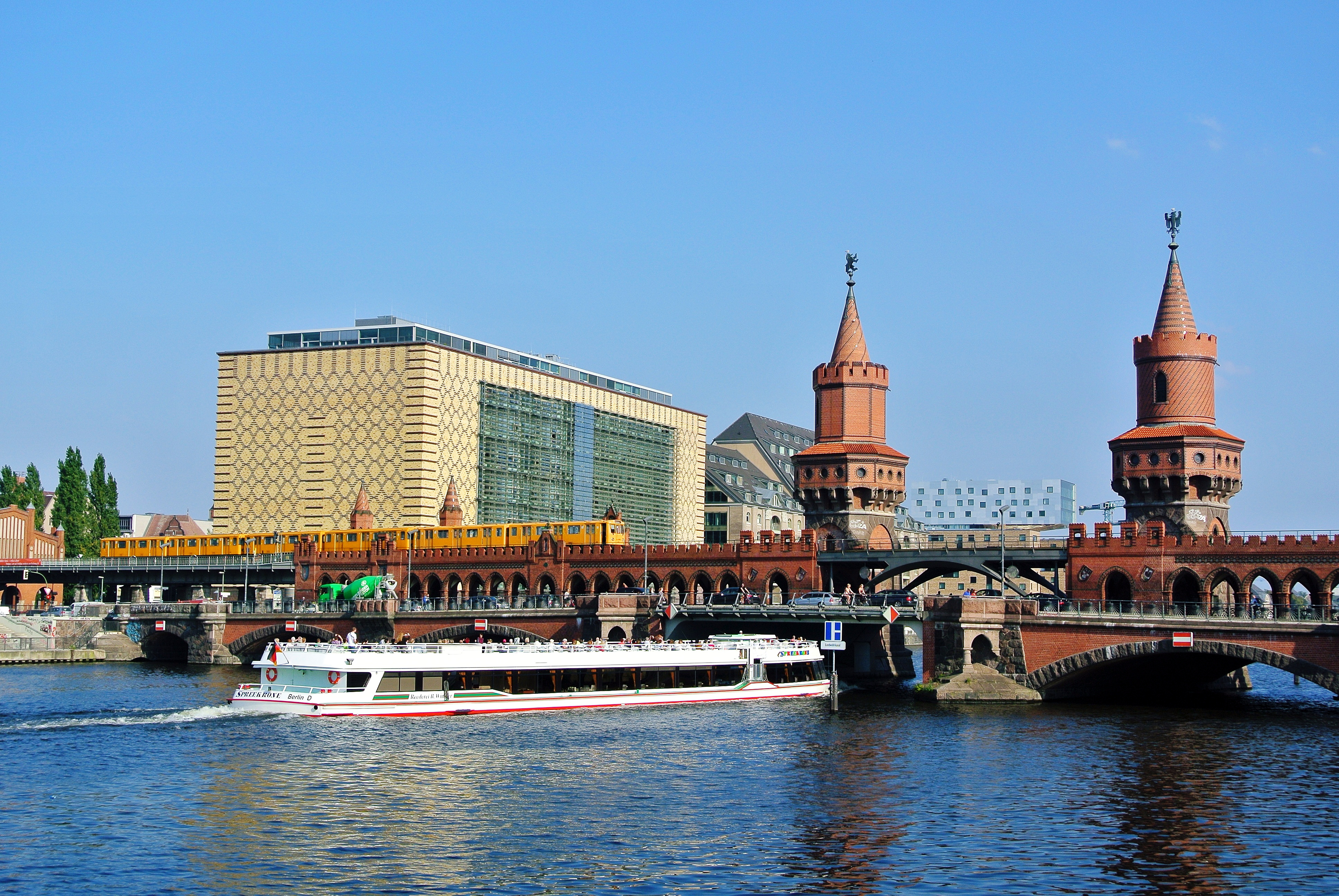
Мост Обербаумбрюкке

Для обеспечения бесперебойной перевозки почти 13 млн туристов (данные 2017 года) и 4,4 млн жителей Берлинской агломерации в городе в общей сложности проложено 5 400 км транспортных путей, в том числе 1 900 км (что соответствует расстоянию между Берлином и Москвою), предназначенных для общественного транспорта и оборудованных более чем 7 600 вокзалами и остановками. Таким образом, достигается поставленная цель, что минимум 80 % берлинцев в радиусе 400 метров днем и 500 метров ночью от их жилья доступен тот или иной общественный транспорт. Кроме того, путь до центра города с любой остановки (за исключением 5 % самых отдаленных) не должен занимать более одного часа.
По различным оценкам, в немецкой столице в зависимости от методики определения насчитывается от 915 до 2100 мостов (для сравнения в Венеции их всего 426).
Протяжённость дорог, равно как и количество станций и вокзалов в Берлине в последние 10 лет остается практически неизменным, а общее число находящегося в эксплуатации подвижного состава даже уменьшается. Город, некогда планировавшийся и развивавшийся с учетом непрерывно возраставшего индивидуального транспорта, ставит перед собою задачу по предоставлению преимуществ общественному транспорту и вытеснению личных автомобилей, особенно из своих центральных районов. Эпоха экстенсивного развития города сменяется периодом его качественного роста, характеризуемым девизом «обновление важнее расширения», и требует не меньших финансовых вложений: так в 2010—2025 годах в транспортную инфраструктуру Берлина планируется вложить порядка 7,5 млрд. €. Только для поддержания доступных цен на проезд в городском общественном транспорте, обеспечения функционирования его нерентабельных маршрутов, своевременного обновления подвижного состава из муниципального и федерального бюджетов в год затрачивается почти 600 млн. €.
Нельзя забывать, что почти каждый десятый берлинец имеет высокую степень инвалидности, а более трети жителей города в целом так или иначе физически ограничены (сюда относятся, например, пожилые люди, беременные женщины, пассажиры с маленькими детьми и др.). В целях исключения какой-либо дискриминации законодательно закреплено, что к 1 января 2022 года должны быть устранены любые технические ограничения при пользовании ими общественным транспортом и всей его инфраструктуры, которые требовали бы для них чьей-то посторонней помощи.
Несмотря на все предпринимаемые усилия проблема оптимальной организации транспортных потоков в городе по-прежнему далека от своего разрешения. Согласно опубликованному в 2018 году международному исследованию берлинские автоводители стояли в пробках в среднем 44 часа в год, что хотя и намного меньше, чем у «лидеров» этого списка Лос Анджелеса (102 часа) и Москвы (91 час), однако приносит в годовом исчислении 6,9 млрд. € дополнительных, ничем неоправданных, расходов. Так же не удалось до сих пор до конца преодолеть различия транспортной инфраструктуры западных и восточных районов города, существующие еще со времени его объединения.

## Городской общественный транспорт
Опрос 2013 года показал, что в рабочие дни среднестатистический берлинец проводит в пути 81 минуту и покрывает при этом расстояние в 20,8 километра. Хотя бы один раз в году к услугам общественного транспорта прибегают более 92 % жителей города.
Важнейшие факторы, влияющие на выбор в его пользу:
- возможность использовать время, проведенное в пути, одновременно для других целей
- повышенная безопасность
- ценовая и временна́я доступность
- относительно надежная информация о помехах движению.

Сравнительная характеристика основных видов общественного транспорта Берлина в 2017 году (где: пунктуальность — процент рейсов, выполненных с отклонением от графика не более 4 или 5 минут в зависимости от транспорта, регулярность — общий процент выполненных рейсов от плана):
| Вид транспорта       | Подвижной состав (ед.) | Общая длина линий (км) | Интервал движения (мин) | Средняя скорость движения (км/ч) | Количество перевезенных пассажиров (млн. чел.) | Средняя заполняемость (чел.) (2016 г) | Средний возраст транспортных средств (лет) | Пунктуальность (%) | Регулярность (%) |
| -------------------- | ---------------------- | ---------------------- | ----------------------- | -------------------------------- | ---------------------------------------------- | ------------------------------------- | ------------------------------------------ | ------------------ | ---------------- |
| Городская электричка | 650                    | 254                    | 20                      | 17,1                             | 442                                            | 149,5                                 | 17,1                                       | 89,6               | 96,2             |
| Метрополитен         | 1272                   | 146,3                  | 10                      | 30,9                             | 563                                            | 131,4                                 | 27,7                                       | 98,8               | 97,7             |
| Трамвай              | 342                    | 191,2                  | 20                      | 19,0                             | 197                                            | 32,7                                  | 17,0                                       | 91,0               | 96,2             |
| Городской автобус    | 1400                   | 1738                   | 20                      | 19,5                             | 440                                            | 16,5                                  | 6,9                                        | 87,2               | 91,7             |
| Пригородные поезда   | 503                    | 204,6                  | 60                      | -                                | 54                                             | 221,1                                 | 17,1                                       | 93,0               | 98,6             |

Если бы в один из дней городской и пригородный транспорт вдруг перестал функционировать, то для перевозки его пассажиров потребовалось дополнительно не менее 1 млн частных автомобилей.
В Берлине существует система единых проездных билетов, действительных для находящихся в ведении BVG автобусов, трамваев, паромов и метрополитена (U-Bahn), а так же для эксплуатируемых S-Bahn Berin GmbH (дочерней компанией Deutsche Bahn) городских электричек (S-Bahn). Стандартный тариф (для поездок на указанных видах транспорта в течение 2 часов с неограниченным числом пересадок) стоит 3,40 € (весь город) и 2,80 € (только центральная и средняя зоны). Кроме того, предлагаются различные абонементы, транспортные карты, билеты для групп и для поездок на короткие расстояния. По данным 2013 году услуги общественного транспорта обходились берлинцам в 67 € в месяц (для сравнения личный автомобиль — 145 €). При этом цены на проезд в городском транспорте выросли за последние 9 лет на треть, в то время как индекс потребительских цен всего на 11,7 %.
В сравнении с другими крупными европейскими городами пассажирские перевозки в столице Германии остаются относительно недорогими: транспортные компании Берлина зарабатывают всего 0,11 € за один пассажиро-километр и 0,68 € за одну поездку (к примеру, в Лондоне это соответственно 0,22 € и 1,23 €).
На время городской транспорт может превращаться в концертные площадки: к примеру, в марте 2015, следуя в метро от Олимпийского стадиона до конечной станции Панков, дал концерт немецкий рок-певец Удо Линденберг, а в декабре 2017 года Боно, обыгрывая название своей группы U2, на вокзале Немецкой оперы, расположенной на линии U2, исполнил акустические версии своих трех хитов (в том числе Sunday Bloody Sunday и One).

### Городская электричка

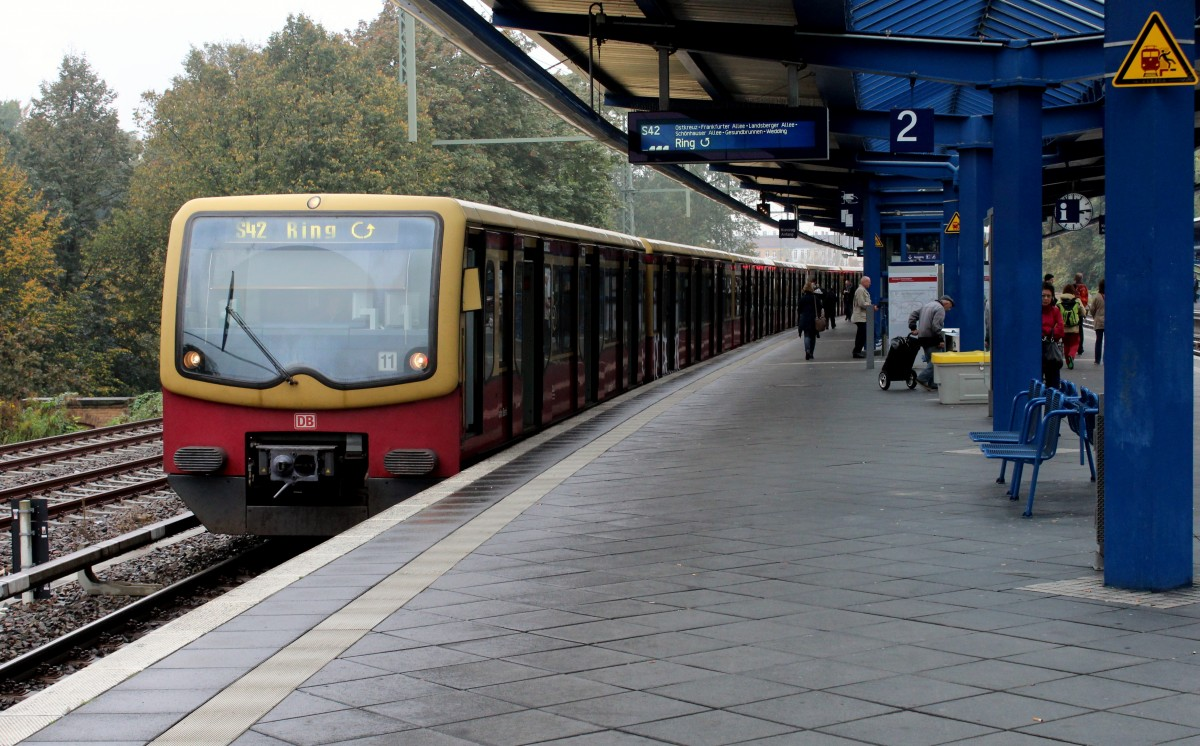
Электричка кольцевой линии

Берлинская электричка (нем. S-Bahn Berlin), имеющая самую продолжительную сеть среди всего рельсового транспорта города, обычно представляет собою оптимальный способ добраться до любого из его районов без пробок и с наименьшим числом пересадок и времени в пути. В рамках программы по снижению выбросов вредных веществ, прогнозируется дальнейшее увеличение удельной доли городских поездов в общей структуре пассажироперевозок.

### Метрополитен

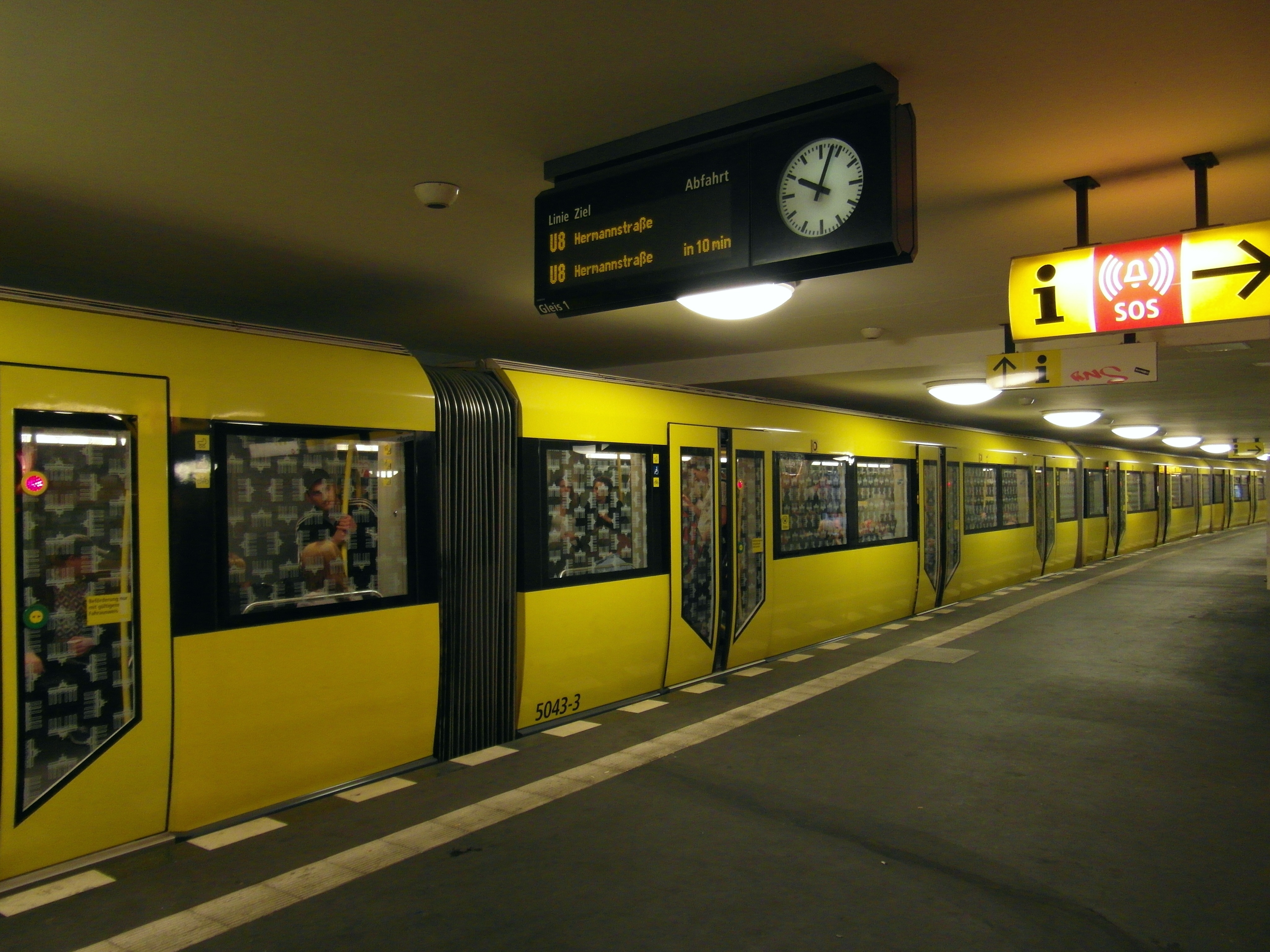
Поезд на станции метро Морицплац

С начала своей эксплуатации и по сегодняшний день метрополитен Берлина (нем. U-Bahn Berlin) остается одним из самых быстрых и надежных видов городского транспорта, перевозящим к тому же наибольшее количество пассажиров. Учитывая плотность городской застройки, особенно в центральных районах столицы Германии, невозможно переоценить его значение для обеспечении мобильности туристов и ее собственного населения.

### Трамвай

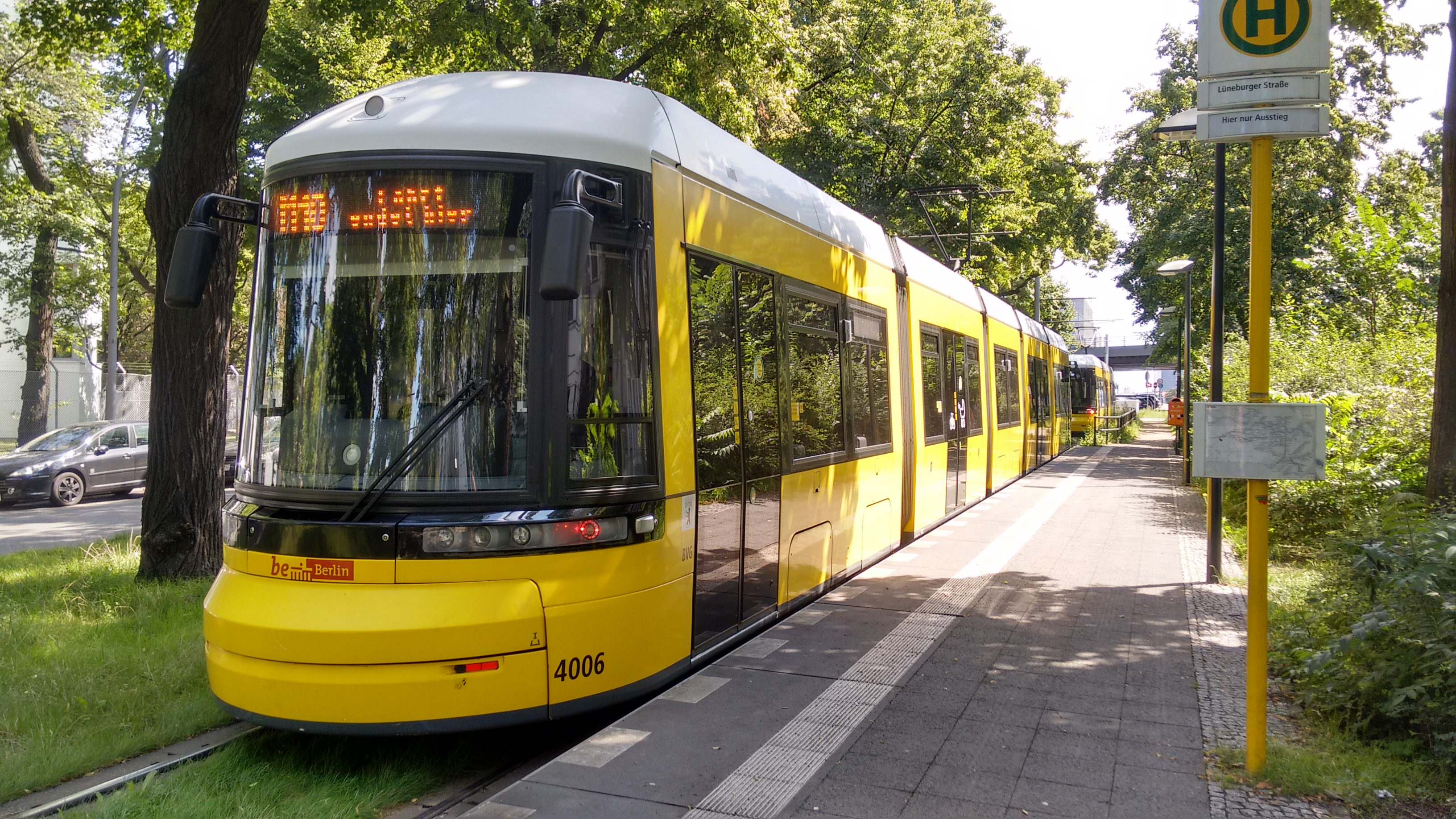
Трамвай FLEXITY Berlin

Берлинский трамвай — старейший в мире — с конца XIX века является неотъемлемой частью коммунального транспорта немецкой столицы. Особая роль, принимая во внимание его экологичность, отводится трамваю в планах по развитию транспортной инфраструктуры города на последующие годы и десятилетия.

### Городской автобус

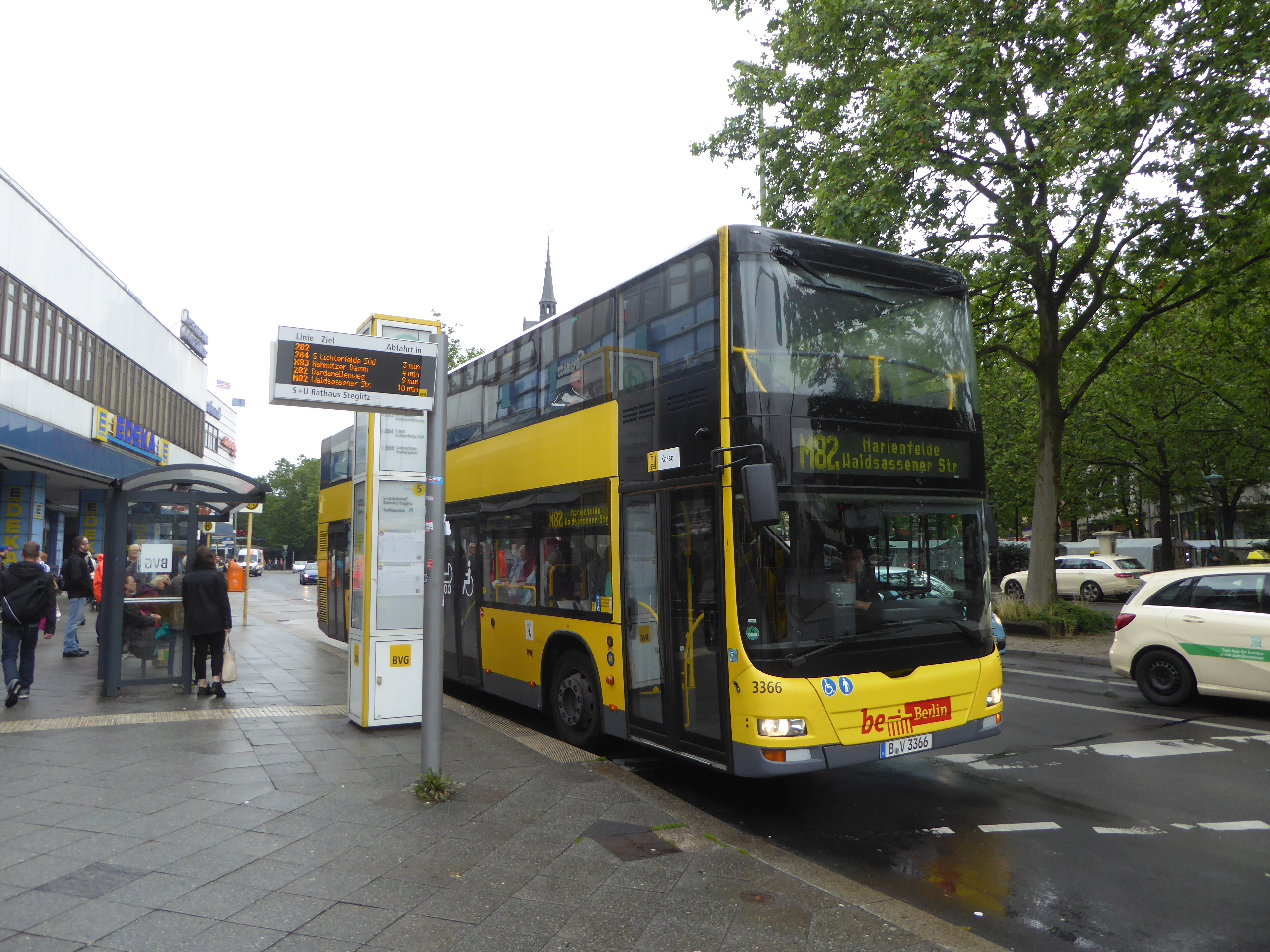
Берлинский автобус на остановке

На берущий свое начало от первых омнибусных линий и имеющий почти двухвековую историю берлинский автобус ныне приходится более четверти всех общественных пассажирских перевозок города. Его будущее напрямую связано с электрификацией транспортного парка и отказа от применения некогда незаменимых двигателей внутреннего сгорания.

### Городское такси

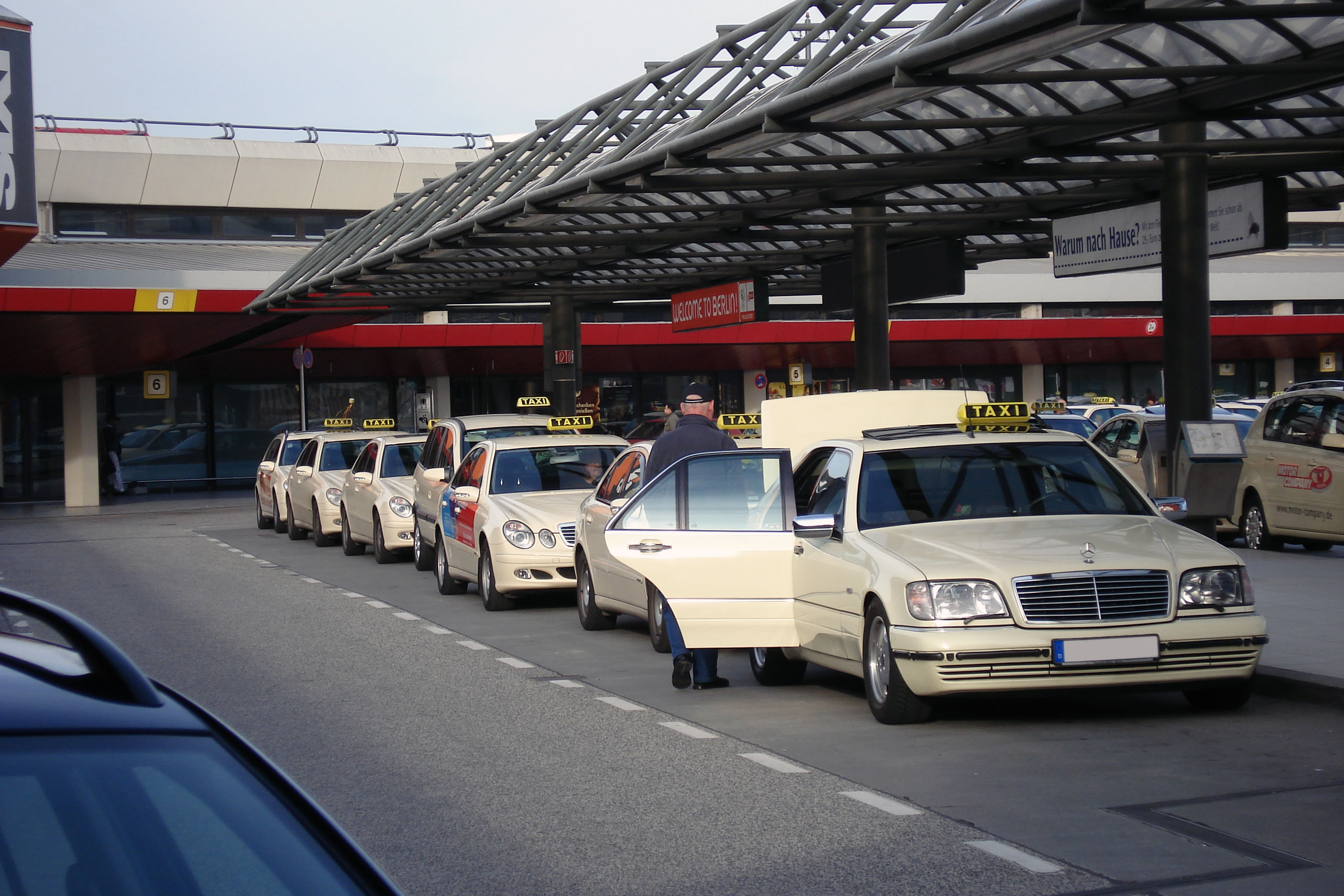
Такси у аэропорта Тегель

Прародителем берлинского такси является введенный в конце XVII века палантин. С развитием города все большее значение получают колёсные такси на конской тяге: в 1900 году перевозят пассажиров более 8 тыс. пролёток, на смену которым быстро приходят моторизированные экипажи (спустя всего десять лет их уже порядка 2 тыс.).
В настоящее время Берлине насчитывается более 8,3 тыс. такси, находящихся в собственности 2 935 предпринимателей (причем 80,9 % из них владеет лишь одним автомобилем). Таким образом, одно такси приходится на 432 жителя столицы (по этому показателю Берлин опережает все остальные земли Германии и имеет на душу населения почти в 4 раза больше такси, чем в среднем по стране). Внешне все такси легко узнаваемы, поскольку согласно немецкому законодательству они должны быть окрашены в цвет светлой слоновой кости и иметь световое табло с надписью «Taxi». Стоимость посадки: 3,90 €, такса за километр: 2,00 € (первые 7 км) и 1,50 € (начиная с 8-го км). Оплата не по счетчику разрешается только при выезде за пределы города. Лишь половина рейсов заказывается по телефону или через мобильные приложения, остальные со стоянок или напрямую на улице

Среднестатистическое берлинское такси выглядит следующим образом:
- Возраст автомобиля: 5 лет
- Торговая марка: Mercedes-Benz
- Пробег за рабочую смену: 124 км
- Выручка за одну поездку: 13,80 €
- Свободно (в процентах от общего времени): 72,7
- Наиболее загруженный день: пятница
- Наиболее загруженное время: 22:00 — 02:00

Кроме того, в Берлине можно встретить и велорикши Bike Taxi, Velotaxi или Berlin Rikscha Tours, которые однако ни численностью (порядка 120), ни скоростью передвижения, ни их более высокой стоимостью проезда не составляют конкуренции традиционному такси и являются, скорее, туристическим аттракционом.

### Велосипед

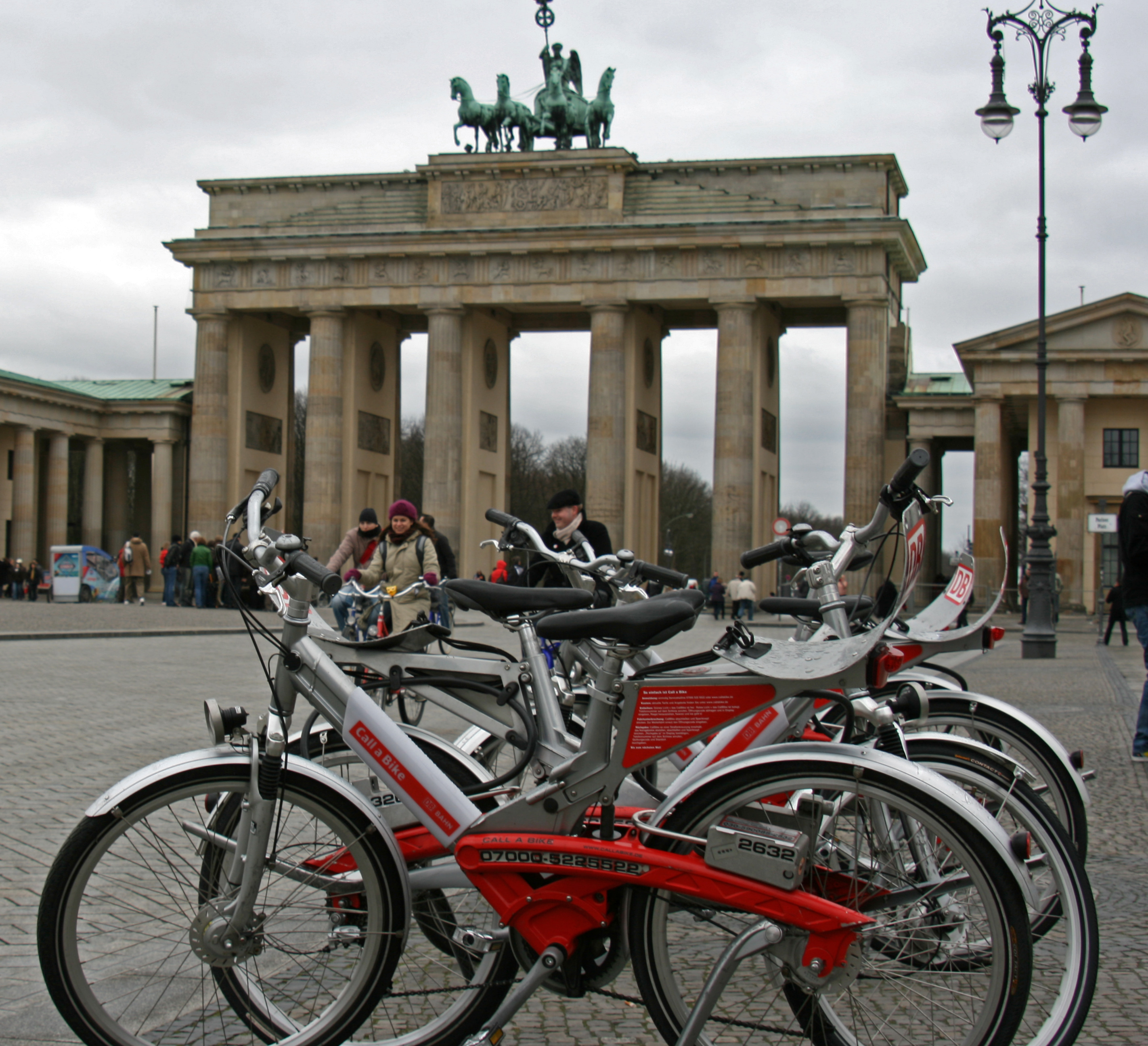
Велопрокат у Бранденбургских ворот

Первая система велошеринга — Call-a-Bike — в немецкой столице стартовала в 2002 году. К лету 2018 года к велопрокату в Берлине семью различными частными компаниями (Nextbike, Mobike и др.) предлагалось в общей сложности 14 тыс. велосипедов, то есть менее 4 на 1 000 жителей (для сравнения: в личном пользовании находится 721 велосипед на 1 000 берлинцев). В большинстве действующих систем арендованные велосипеды можно оставлять на любой улице в центре города (а не только на одной из станций). Стоимость проката (30 минут): 0,50 — 1,50 €. За исключением автобанов и улиц с предписанной минимальной скоростью велосипедисты могут передвигаться по всем немецким дорогам. К тому же только в одном Берлине для них дополнительно оборудовано более 1000 км велосипедных дорожек или специально выделенных транспортных полос. Пользование услугами велопроката возможно при помощи мобильных приложений, карточек клиента или телефона.

### Каршеринг
По данным за 2017 год для аренды предназначалось около 3,0 тыс. автомобилей, т.е больше, чем в любом другом городе Германии. Однако по относительным цифрам (0,84 на 1 000 жителей) Берлин находится лишь на 12-м месте из 144 городов ФРГ. На фоне общего числа в 1,2 млн зарегистрированных в городе легковых автомобилей этот сегмент городского транспорта еще не получил своего должного значения, а вступивший в действие с 1 сентября 2017 года закон о каршеринге (нем. Carsharinggesetz), призванный стимулировать его развитие, пока не показывает ожидаемого эффекта.
Системы каршеринга действуют, как правило, только в центральных районах города. Стоимость (Car2Go, DriveNow, Flinkster) при поминутной оплате в зависимости от класса: 0,26 — 0,36 €, за сутки: 57 — 132 € (данные октября 2018). Пользование осуществляется по мобильным приложениям. Подобным образом организована и аренда электроскутеров (к примеру, Emmy или около тысячи единиц Coup при стоимости 3 € за 30 минут).

## Воздушный транспорт

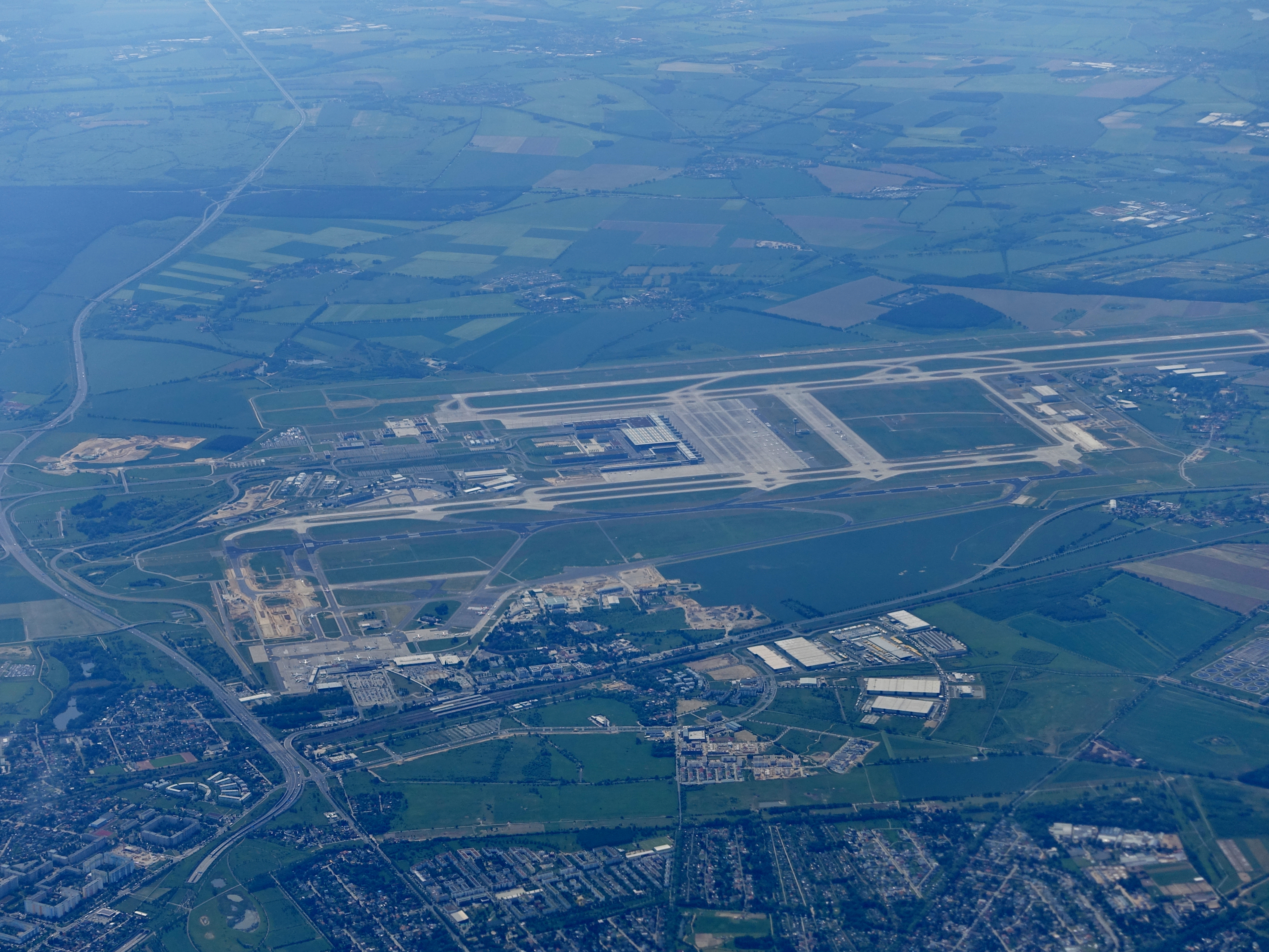
Аэропорты Берлин-Бранденбург и Берлин-Шёнефельд

Первые воздушные пассажирские перевозки в Берлине были организованы с использованием цеппелинов уже в период до первой мировой войны. После ввода в строй аэропорта Берлин-Темпельхоф — к 1930 году крупнейшего в Европе — без современного воздушного транспорта немецкую столицу было уже невозможно представить. Особенное значение авиатранспорт получил во время блокады Западного Берлина, когда он был единственным связующим звеном между западной частью города и остальным миром.
Темпельхоф, бывший одно время единственным гражданским аэропортом города (поскольку аэродромы Гатов, Йоханнисталь и Штаакен использовались в основном для военных целей), был закрыт в 2008 году и с тех пор в Берлине два действующих аэропорта — Тегель и Шёнефельд.
По суммарному пассажиропотоку столичная агломерация уступает в Германии только Франкфурту на Майне и Мюнхену и в 2017 году характеризовалась следующими цифрами:
- пассажиры — более 33,3 млн чел.
- авиакомпании — 90
- пункты назначения — 193 (в 58 странах мира)
- взлеты/посадки — более 275 тысяч.

По окончании строительства аэропорта Берлин-Бранденбург, которое неоднократно переносилось и теперь ожидается в октябре 2020 года, все воздушные пассажирские перевозки в Берлине будут осуществляться оттуда и к 2040 году должны составить 55-58 млн человек.

## Междугородный железнодорожный транспорт

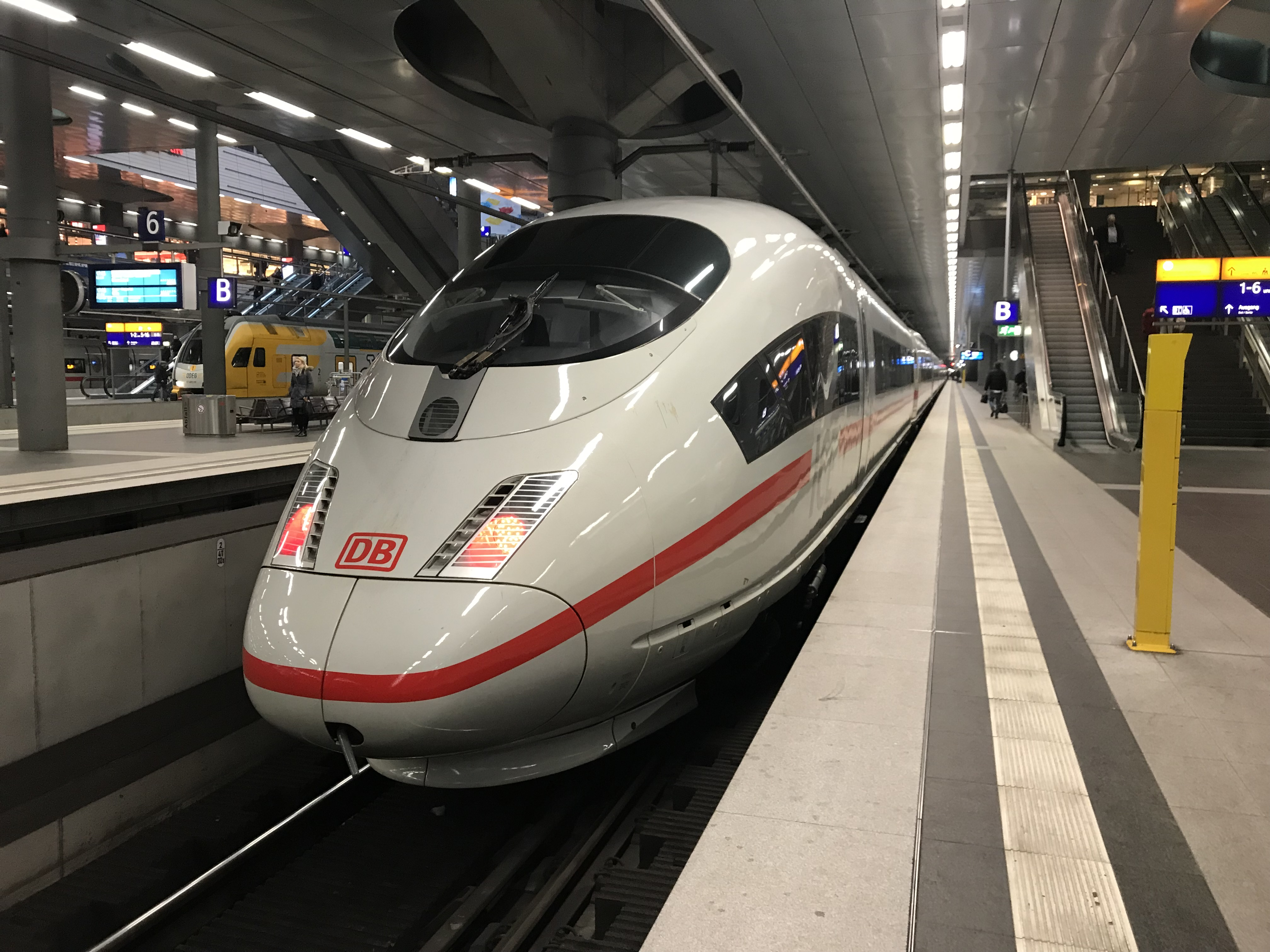
Поезд ICE на центральном ж/д вокзале

Поезда дальнего следования типа ICE, IC, EC и EN ежедневно перевозят в Берлине 65 тысяч пассажиров (17 % от общего количества по Германии) и останавливаются у 6 железнодорожных вокзалов города:
- Берлин-Центральный — крупнейший перекрестный (нем. Kreuzungsbahnhof) ж/д вокзал Европы с его 300 тыс. пассажиров поездов, электричек и посетителей ежедневно[89]
- Берлин-Восточный
- Берлин-Ванзе
- Берлин-Гезундбруннен
- Берлин-Зюдкройц[англ.]
- Берлин-Шпандау[англ.] — самый длинный (442 м) вокзал Германии[90]

На поезде из Берлина без пересадки можно добраться до некоторых европейских столиц, как например, Москва, Париж, Будапешт, Варшава или Прага, а так же большинства крупных городов ФРГ. Особой популярностью пользуется скоростная линия Берлин-Мюнхен, введенная в эксплуатацию оператором DB Fernverkehr (дочерней компанией Deutsche Bahn) в декабре 2017 года и услугами которой за полгода уже воспользовались 2 млн пассажиров.
Кроме того, немецкая столица связана с Гамбургом, населёнными пунктами восточных земель Германии и некоторыми городами Польши линиями поездов местного следования Regionalbahn и Regional-Express, которые кроме упомянутых вокзалов останавливаются и на других ж/д станциях города, в том числе Берлин-Осткройц, которая по числу принимаемых поездов (1500 ежедневно) является самой посещаемой в стране. Линии пригородных поездов, курсирующих через Берлин, находятся в ведении одного польского (Przewozy Regionalne) и трех немецких операторов (Niederbarnimer Eisenbahn, Ostdeutsche Eisenbahn и DB Regio) и имеют особенное значение для маятниковой миграции в Берлинской агломерации.

## Междугородный автобусный транспорт

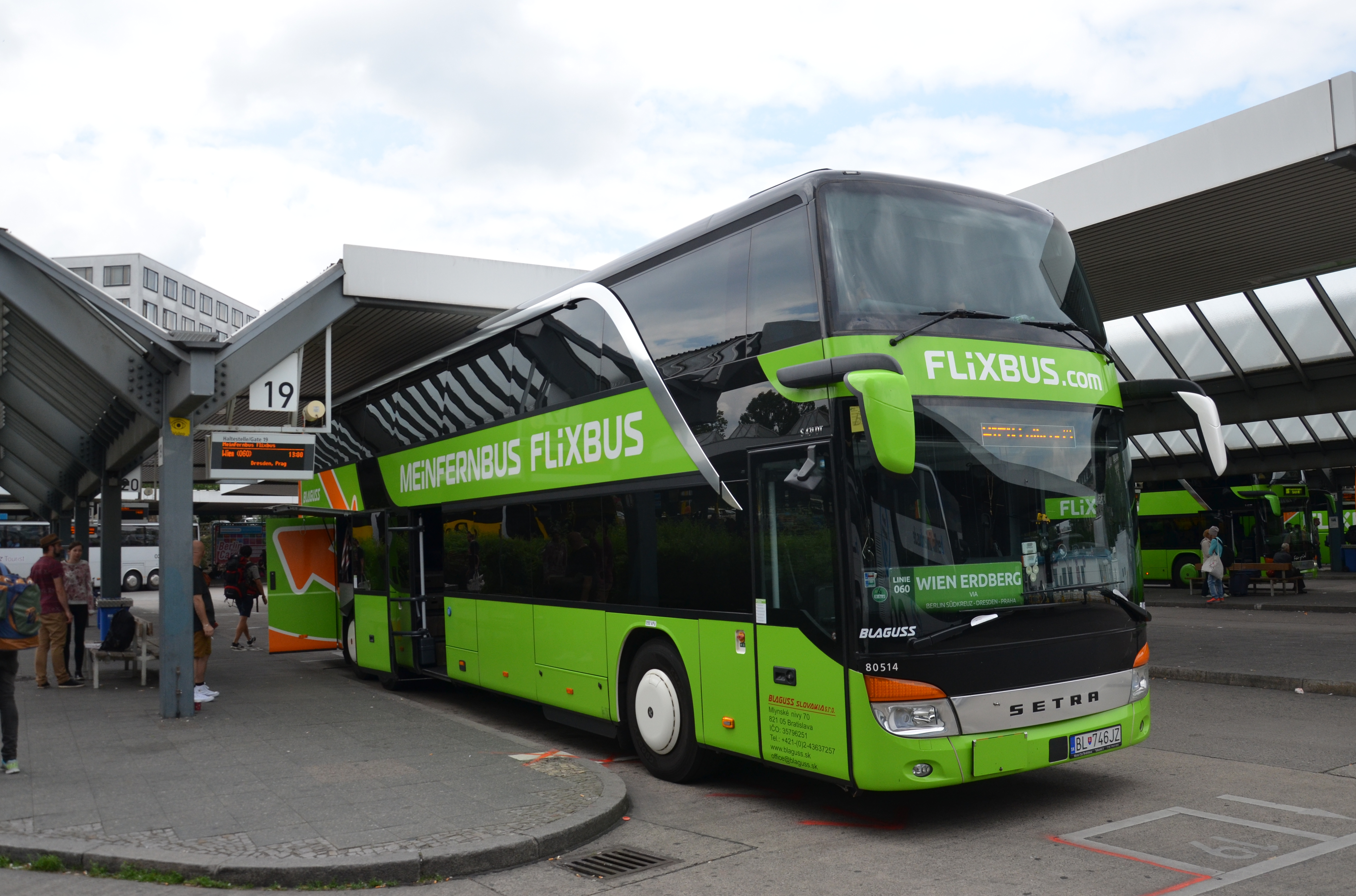
Центральный автовокзал

Долгие годы развитие междугородного автобусного транспорта в Германии сдерживал принятый еще в 1934 году закон о пассажирских перевозках (нем. Personenbeförderungsgesetz), предоставлявший железнодорожному транспорту фактическую монополию на внутренних рейсах. Лишь новая редакция этого закона, вступившая в силу 1 января 2013 года, отменила эти юридически закрепленные привилегии.
Теперь немецкая столица связана автобусным сообщением с более 500 различными пунктами назначения в большинстве стран Европы. Кроме Центрального автовокзала, с которого в 2017 году на более чем 166 тыс. рейсов было перевезено порядка 6 млн пассажиров, междугородные автобусы делают остановки у берлинских аэропортов и железнодорожных вокзалов (как, например, абсолютный лидер в этом транспортном сегменте Flixbus, на долю которого приходится 94 % от общего пассажиропотока в Германии).
При этом поездки на автобусе остаются самыми доступными по цене, хотя зачастую и самыми продолжительными по времени: 22 € и 10 часов требуется, например, для поездки из Берлина до Мюнхена (включая переезд до автовокзала) (для сравнения: на собственном автомобиле — 50 € и 6 ч, на поезде — 106 € и 6 ч 45 мин, на самолете — 160 € и 6 часов соответственно). Делающие выбор в пользу междугородного автобуса особенно отмечают невысокую стоимость перевозки, малое количество пересадок, простоту планирования поездки, а также его удобство, пунктуальность и доступность.

## Водный транспорт

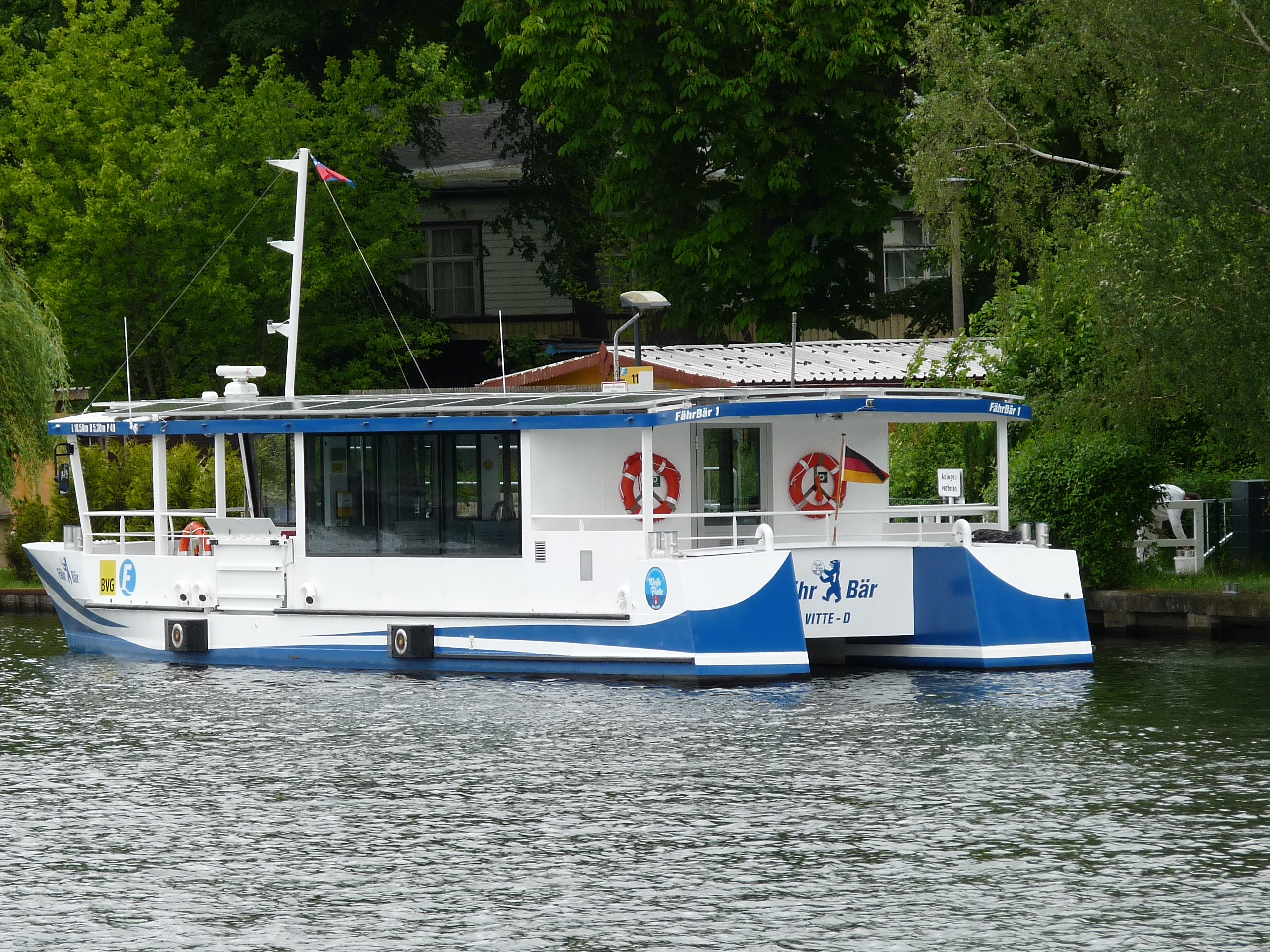
Электропаром Fähbär

Суммарная площадь всех водоёмов в черте города насчитывает почти 60 км². Наиболее крупные из них (такие, как Мюггельзе, Тегелер-Зе или Гросер-Ванзе) можно пересечь только на водных судах. Значение паромных перевозок, впервые упомянутых уже в начале XIV века, возрастало по мере экономического развития Берлина и увеличения его населения, особенно в тех местах, где строительство мостов было технически невозможным или экономически нецелесообразным, достигнув своего пика в конце XIX — начале XX веков.
В 2013 году на водном транспорте немецкой столицы (не считая туристических судов) было перевезено около одного миллиона пассажиров. 6 паромных линий находятся в ведении BVG и при пользовании ими действительны единые проездные билеты для городского общественного транспорта:
| Линия | Маршрут                                                  | Время в пути (мин) | Интервал движения (мин) | Период эксплуатации     | Тип судна | Вместимость (пассажиры/ велосипеды) | Водный объект |
| ----- | -------------------------------------------------------- | ------------------ | ----------------------- | ----------------------- | --------- | ----------------------------------- | ------------- |
| 10    | S Wannsee — Alt-Kladow                                   | 20                 | 60                      | круглогодично           | дизельный | 300/60                              | Гросер-Ванзе  |
| 11    | Wilhelmstrand — Baumschulenstraße/Fähre                  | 2                  | 10/20                   | круглогодично           | электро-  | 49/10                               | Шпрее         |
| 12    | Müggelbergallee — Wassersportallee                       | 2                  | 10/20                   | круглогодично           | электро-  | 49/10                               | Даме          |
| 21    | Krampenburg — Zum Seeblick                               | 7                  | 30                      | апрель — октябрь        | электро-  | 49/10                               | Лангер-Зе     |
| 23    | Müggelwerderweg — Müggelhort — Neu Helgoland — Kruggasse | 25                 | 60                      | апрель — октябрь        | электро-  | 49/10                               | Мюггельзе     |
| 24    | Spreewiesen — Kruggasse                                  | 5                  | 60                      | май — сентябрь (Сб, Вс) | вёсельный | 8/4                                 | Шпрее         |

Паромы BVG курсируют в дневное время и при наличии на поверхности воды тумана или льда их движение может быть отменено. Паромы, особенно популярные в выходные дни, зачастую воспринимаются пассажирами как недорогую, хотя и непродолжительную по времени возможность прогулки по воде, однако BVG подчеркивает, что их судна предназначены для транспортных перевозок и являются своего рода «плавающими автобусами».
Частыми перевозчиками обслуживаются некоторые другие паромные линии, например, к лежащему в русле Хафеля острову Рфауэнинзель или Хакенфельде — Тегельорт: единственный паром в Берлине, переправляющий так же лошадей, легковые автомобили и экскурсионные автобусы.

## Прочие виды транспорта

### Канатная дорога

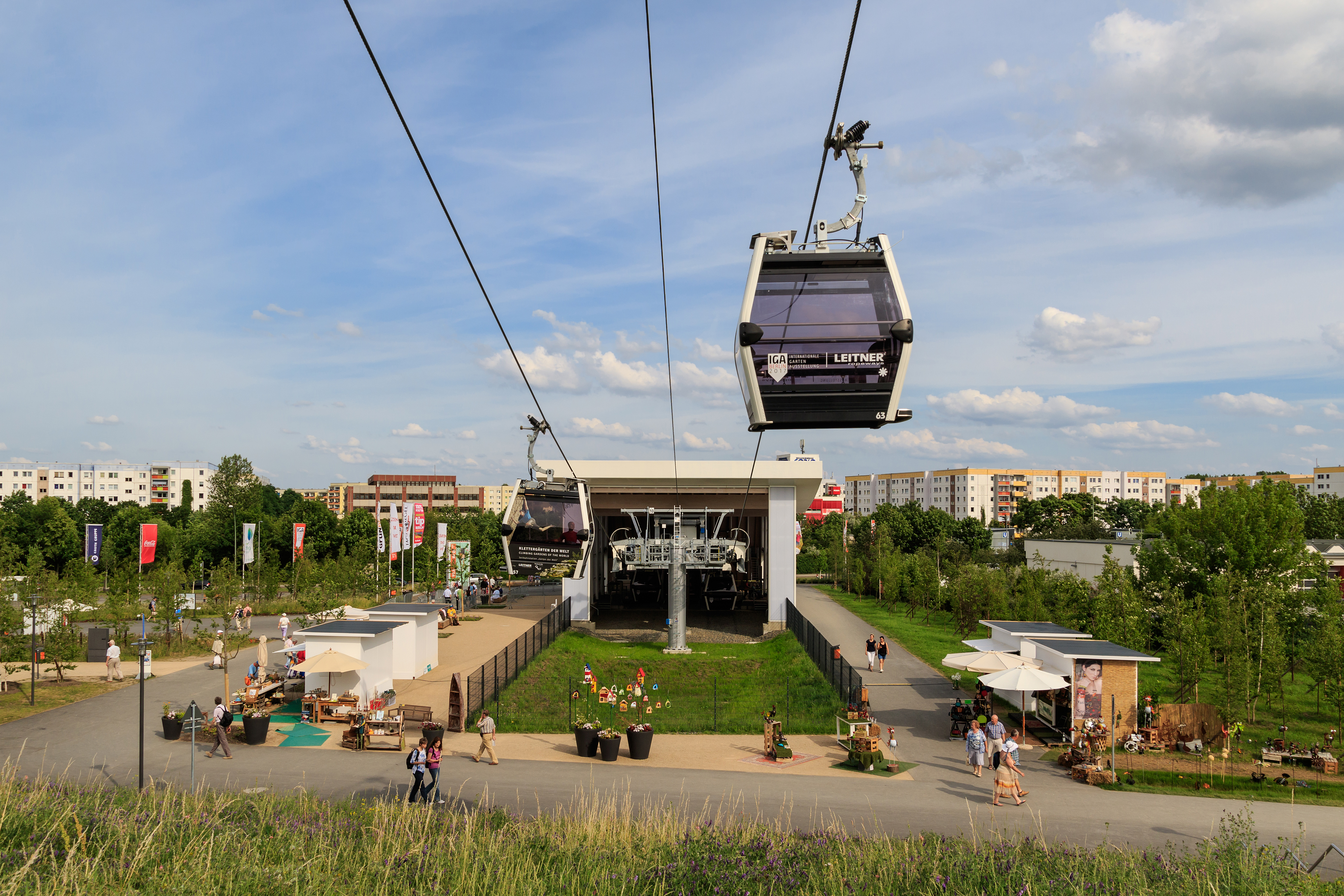
Канатная дорога в парке отдыха Марцан

В 1957 году во время проведения в Берлине строительной выставки Интербау между вокзалом Zoo и дворцом Бельвю была построена первая канатная дорога длиной 1 349 метров и оснащенная 95 гондолами для перевозки 600 пассажиров в час. Однако из-за нерентабельности уже в следующем году она была полностью закрыта. Несколькими годами позже на Чертовой горе была сооружена другая линия, предназначенная для обслуживания запланированного центра зимнего спорта. Однако и она была демонтирована в 1972 году, так как ее металлические конструкции мешали находившейся там американской станции слежения осуществлять прослушку Восточного Берлина.
Единственная в настоящее время действующая в Берлине канатная дорога соединяет парк отдыха Марцан со станцией метро U5 Кинберг. Она была принята в эксплуатацию в апреле 2017 года к открытию в парке международной садоводческой выставки IGA 2017.
Основные характеристики линии:
- Общая длина: 1,5 км
- Продолжительность поездки: 4 мин 25 с
- Максимальная скорость движения: около 22 км/ч
- Максимальная высота подъёма: 35 м
- Количество кабин (каждая на 10 пассажиров): 96
- Пассажиропоток: 3 000 в час
- Стоимость проезда (в оба конца): 6,50 €

Рассматривается возможность привязки линии к общей транспортной системе Берлина с 2020 года.

### Троллейбус

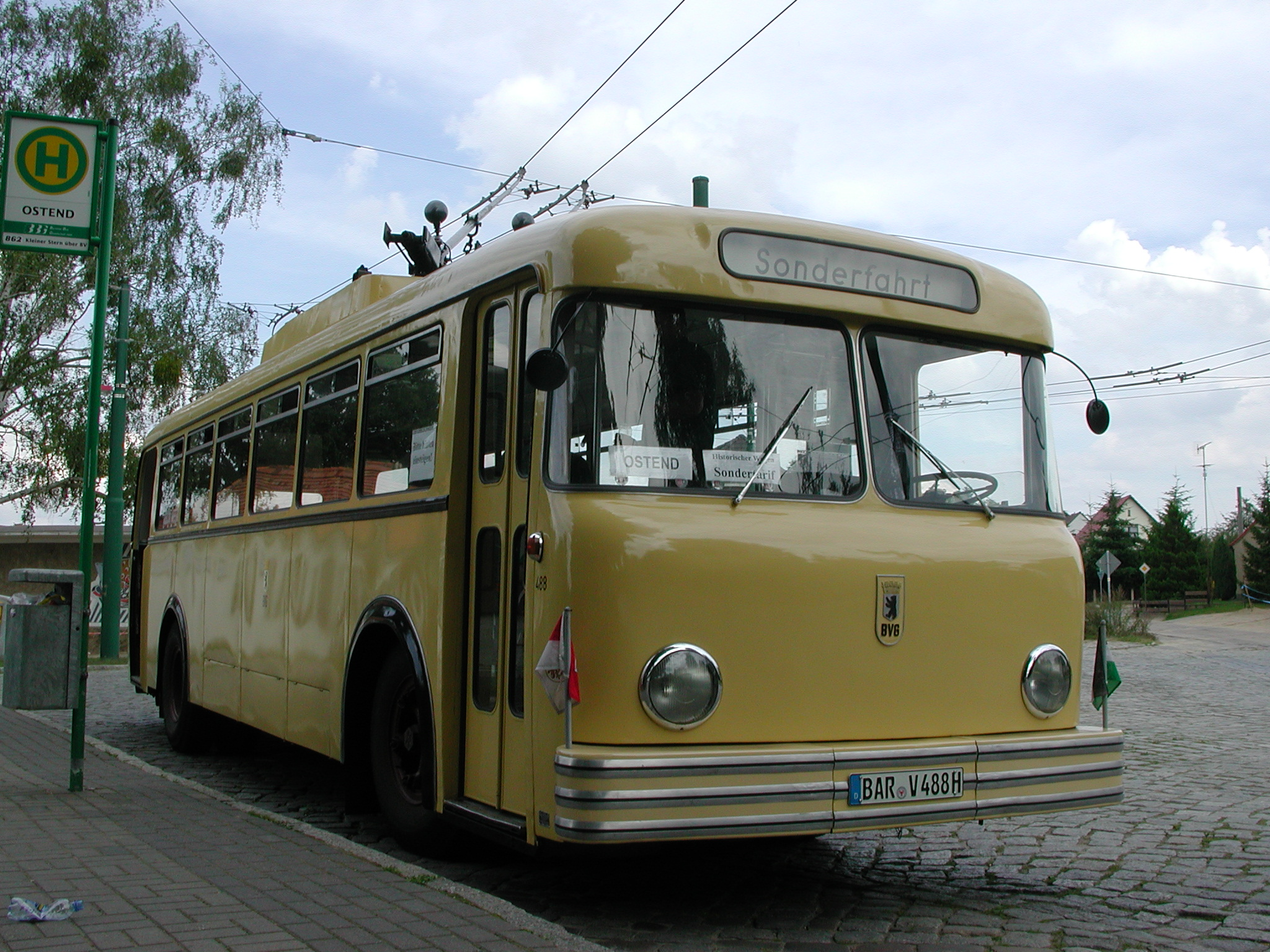
Отреставрированный берлинский троллейбус № 488

История берлинского троллейбуса — старейшего в мире — имеет много примеров своих взлетов и падений. Первые попытки организовать их регулярную эксплуатацию в Халензе (1882), Йоханнистале (1904—1905), Штеглице (1912—1914) были остановлены по причине несовершенства техники, неудовлетворительного состояния тогдашних дорог либо вследствие наступившей мировой войны. Второе рождение троллейбуса пришлось на декабрь 1933 года, когда было открыто движение троллейбусов между Шпандау и Штаакен, вслед которому последовали ещё три линии. Разрушения второй мировой войны, а также последствия разделения Берлина негативно отразились на судьбе городского троллейбуса. В Западном Берлине троллейбусные маршруты, достигнув максимальной длины в 20,8 км, постепенно начали уступать свое место автобусам, а в марте 1965 года были полностью закрыты. В восточной части города первые послевоенные троллейбусы начали перевозку пассажиров в августе 1951 года. Однако и там, достигнув общей длины в 45,5 км, троллейбусная сеть начала уменьшаться (особенно после принятия решения о использовании автобусов Икарус из братской тогда Венгрии), а в январе 1973 года была официально выведена из эксплуатации (хотя отдельные выходы на линию продолжались до июня того же года).
В разрабатываемом плане по развитию транспорта Берлина на 2019—2023 гг как один из вариантов рассматривается перевод части приобретаемых электробусов на динамическую подзарядку (таким образом, часть маршрута они будут проходить, используя мощность своих электробатарей, которые можно будет заряжать от контактной сети прямо в пути). Возможно, все это позволит вдохнуть новую жизнь в концепцию берлинского троллейбуса XXI века.

### Маглев
В 1989 — 1991 годах в Берлине на M-Bahn — одном из первых в мире магнитопланов, курсировавшем между Кройцбергом и Тиргартеном и рассчитанном на скорость движения до 80 км/ч, было перевезено более 1,7 млн пассажиров. Линия была выведена из эксплуатации и демонтирована из-за планов по соединению метрополитеном западной и восточной частей города.

## Проблемы транспортной безопасности
С момента своего возникновения транспорт был и остается источником повышенной опасности не только для управляющих транспортными средствами и его пассажиров, но и порою для не принимающих в движении непосредственного участия. Свои трагические страницы имеет и история берлинского транспорта:
- 2 сентября 1883 года: на переходе вокзала Штеглиц[нем.] попали под колеса въезжавшего поезда и погибли 39 пассажиров, вышедшие на ж/д полотно вопреки указаниям персонала станции[122]
- 26 сентября 1908 года: столкновение двух поездов метрополитена из-за незамеченного машинистом стоп-сигнала — крупнейшая катастрофа берлинского метро (18 погибших и 20 раненых)[123]
- 5 сентября 1951 года: взрыв и пожар на борту прогулочного теплохода на Шпре — крупнейшая катастрофа на речном транспорте ГДР (сгорели или утонули 29 детей и 2 сопровождавших их воспитателя)[124]
- 14 сентября 1972 года: из-за конструкционных недостатков и технической неисправности загорелся и в нескольких километрах от города упал вылетевший из аэропорта Шёнефельд самолет Ил-62 — крупнейшая авиакатастрофа катастрофа в истории Германии (погибли все 156 человек, находившихся на борту)[125]
- 12 декабря 1986 года: из-за ошибок авиадиспетчеров и экипажа в 3-х километрах от аэропорта Шёнефельд потерпел крушение самолет Ту-134 — вторая крупнейшая авиакатастрофа в Германии (погибли 72 человека из 82, находившихся на борту)[126]
- 17 июня 1989 года: из-за технической неисправности и ошибки бортинженера при взлете из аэропорта Шёнефельд потерпел аварию самолет Ил-62 — погибло 22 человека[127]
- 19 декабря 2016 года: в результате теракта на рождественском базаре с применением грузового автомобиля на площади Брайтшайдплац погибли 11 человек, 45 получили ранения[128]

Несмотря на то, что наиболее крупные катастрофы на транспорте приходятся в основном на долю воздушных перевозок, именно самолет в пересчете на пассажиро-километры (пкм) или перевезенных пассажиров (пас.) остается одним из наиболее безопасных транспортных средств (приведены среднегодовые данные по Германии за период 2005—2009 гг):
| Вид транспорта            | Пострадавшие (чел.) | Погибшие (чел.) | Пострадавшие (чел./млрд. пкм) | Погибшие (чел./млрд. пкм) | Пострадавшие (чел./100 млн пас.) | Погибшие (чел./100 млн пас.) |
| ------------------------- | ------------------- | --------------- | ----------------------------- | ------------------------- | -------------------------------- | ---------------------------- |
| Легковой автомобиль       | 234 665             | 2 524           | 275,8                         | 2,93                      | 437                              | 4,65                         |
| Автобус                   | 4 783               | 11              | 73,9                          | 0,17                      | 86                               | 0,20                         |
| Трамвай                   | 667                 | 3               | 42,3                          | 0,16                      | 18,8                             | 0,07                         |
| Железнодорожный транспорт | 212                 | 3               | 2,7                           | 0,04                      | 9,6                              | 0,14                         |
| Воздушный транспорт       | 20                  | 1               | 0,3                           | 0,00                      | 14,9                             | 0,14                         |

Схожую статистику для городского нерельсового транспорта за 2015 год
опубликовал и немецкий автомобильный клуб ADAC:
| Вид транспорта      | Пострадавшие (чел./10 млн пкм) | Погибшие (чел./млрд. пкм) |
| ------------------- | ------------------------------ | ------------------------- |
| Мотоцикл            | 22,1                           | 46,5                      |
| Мопед               | 29,9                           | 11,3                      |
| Пешеход             | 9,1                            | 15,4                      |
| Велосипед           | 21,3                           | 9,8                       |
| Легковой автомобиль | 2,5                            | 1,9                       |
| Грузовой автомобиль | 1,0                            | 1,1                       |
| Автобус             | 1,5                            | 0,1                       |

В 2017 году в немецкой столице зарегистрировано более 143 тысяч дорожно-транспортных происшествий, анализ которых среди прочего отмечает:
- примерно каждое десятое ДТП не обошлось без пострадавших
- в центральных районах города (особенно Митте и Шарлоттенбурге-Вильмерсдорфе) происходит в 2-3 раза больше аварий, чем на окраинах
- наиболее травмоопасны перекрестки и примыкания к улицам
- наибольшее число пострадавших приходится на вечерние часы пик (с 15 до 18 часов)
- примерно в 65 % случаев виновниками аварий являются мужчины, они же составляют и бо́льшую часть пострадавших (около 63 %)
- самый травмоопасный период года — с мая по июль
- самый безопасный день недели — воскресенье.

| Количество погибших в ДТП в Берлине |
|                                     |

При этом почти каждый четвертый среди пострадавших в ДТП пешеходов получил тяжелые травмы или погиб (для велосипедистов этот показатель составляет 19 %, мотоциклистов — 11 % и передвигавшихся на легковом автомобиле — 7 %).
Хотя в сравнении с другими землями в Берлине в ДТП в пересчете на всё население погибает наименьшее количество людей, а общая статистика смертельных исходов за последние десятилетия имеет заметную тенденцию к снижению, стратегическая цель уменьшить с 2010 по 2020 год число погибших на дорогах на 40 % до сих пор не достигнута. Кроме того официально признается, что выглядит невыполнимой поставленная ранее задача по снижению в этот период числа тяжело пострадавших в ДТП на 30 %.
В целях повышения безопасности дорожного движения кроме общих мер по ограничению скорости движения на особо опасных участках дорог, выделению новых и перепланировки уже существующих велосипедных дорожек, разметке дополнительных пешеходных переходов и усилению разъяснительной работы среди различных групп населения особенно важным представляется перераспределение пассажиропотока с индивидуального на общественный транспорт, имеющий заметно лучшую статистику ДТП. К 2030 году планируется снизить долю пассажиров, перевозимых личным транспортом с нынешних 30 до 22,5 %, а к 2050 году до 17 %.

## Транспорт Берлина, охрана здоровья и окружающей среды

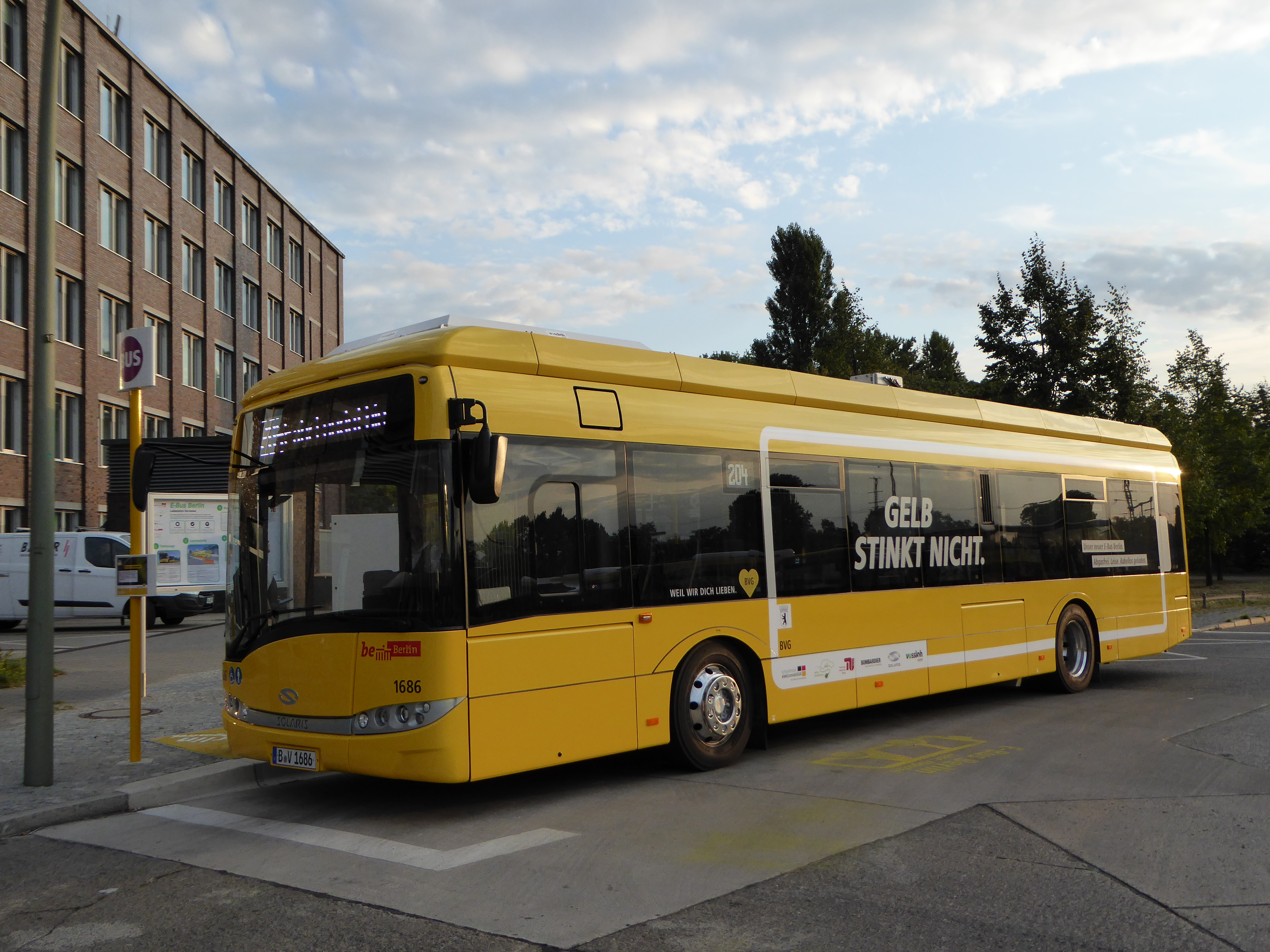
Электробус маршрута 204

Транспорт наряду с другими отраслями национальной экономики является одним из заметных источников, представляющих угрозу здоровью человека и окружающей среде.
Федеральное ведомство окружающей среды Германии (нем. Umweltbundesamt) предоставило следующую статистику по выбросам транспортных средств за 2016 год (в граммах на пассажиро-километр):
| Вид транспорта                    | Парниковые газы | Угарный газ | Летучие углеводороды | Оксиды азота | Тонкая пыль |
| --------------------------------- | --------------- | ----------- | -------------------- | ------------ | ----------- |
| Легковой автомобиль               | 140             | 0,61        | 0,14                 | 0,35         | 0,004       |
| Рейсовый автобус                  | 75              | 0,05        | 0,03                 | 0,32         | 0,002       |
| Трамвай, электричка, метрополитен | 65              | 0,04        | 0,00                 | 0,06         | 0,000       |
| Поезда дальнего следования        | 38              | 0,02        | 0,00                 | 0,05         | 0,000       |
| Поезда ближнего следования        | 63              | 0,04        | 0,01                 | 0,18         | 0,002       |
| Воздушный транспорт               | 214             | 0,14        | 0,04                 | 0,57         | 0,05        |

### Выбросы углекислого газа
| Выбросы углекислого газа в Берлине в 2016 г (грамм/пассажиро-километр) | Выбросы углекислого газа в Берлине в 2016 г (грамм/пассажиро-километр) | Выбросы углекислого газа в Берлине в 2016 г (грамм/пассажиро-километр) | Выбросы углекислого газа в Берлине в 2016 г (грамм/пассажиро-километр) | Выбросы углекислого газа в Берлине в 2016 г (грамм/пассажиро-километр) |
| ---------------------------------------------------------------------- | ---------------------------------------------------------------------- | ---------------------------------------------------------------------- | ---------------------------------------------------------------------- | ---------------------------------------------------------------------- |
| Моторизированный личный транспорт                                      |                                                                        |                                                                        | 161,54                                                                 |                                                                        |
| Общественный транспорт (в целом)                                       |                                                                        |                                                                        | 27,38                                                                  |                                                                        |
| Автобус                                                                |                                                                        |                                                                        | 100,59                                                                 |                                                                        |
| Пригородный поезд                                                      |                                                                        |                                                                        | 58,4                                                                   |                                                                        |
| Трамвай                                                                |                                                                        |                                                                        | 10,36                                                                  |                                                                        |
| Городская электричка                                                   |                                                                        |                                                                        | 7,69                                                                   |                                                                        |
| Метрополитен                                                           |                                                                        |                                                                        | 6,56                                                                   |                                                                        |

Углекислый газ является одним из парниковых газов и вносит свою лепту в наблюдаемое глобальное потепление. По опубликованным данным 2015 года доля транспорта в общем количестве диоксида углерода, выбрасываемого при деятельности человека в Берлине, составляла более 29 % и продолжила тенденцию на свое повышение. Статистика показывает дифференцированную картину в зависимости от вида городского транспорта:
Берлинский закон об энергетическом повороте (нем. Energiewendegesetz) предусматривает снижение выбросов углекислого газа (от уровня 1990 года) к 2020 г на 40 %, к 2030 г на 60 % и к 2050 г минимум на 85 %. К 2015 году удалось добиться их уменьшения в целом на 38 %, однако в транспортном секторе пока отмечается лишь увеличение этого показателя.
В настоящее время примерно 95 % всех выбросов парниковых газов на транспорте Германии приходится на уличное движение, две трети из которых — на дизельные двигатели. Чтобы переломить эту ситуацию, в среднесрочной перспективе в Берлине планируется прокладка новых трамвайных линий, позволяющих перенять пассажиропоток порядка 110 рейсовых автобусов, а так же полный перевод остального автобусного парка на электрические источники питания.
Некоторые меры, позволяющие заметно снизить образование парниковых газов на транспорте, как например, использование биодизеля и биоэтанола, одновременно приводят к увеличению выбросов пыли и окислов азота, и их последствия не могут считаться однозначно положительными.

### Выбросы оксидов азота
Выхлопные газы двигателей транспортных средств — одна из главных причин превышения в атмосфере немецкой столицы допустимых концентраций оксидов азота NOx, приводящих к нарушению функций лёгких и бронхов, воспалению слизистой желудочно-кишечного тракта, нарушению сердечной деятельности. Несмотря на то, что в целом выбросы окислов азота в транспортном секторе заметно снизились, на его долю в 2016 году приходилось 40 % от их общего количества.
Основным источником выбросов NOx являются дизельные двигатели, критика которых особенно усилилась вследствие разразившегося в 2015 году дизельгейта. Согласно данным 2017 года в условиях реальной эксплуатации выбросы дизельных автомобилей, зарегистрированных как соответствующие стандартам Евро-5 и Евро-6, превышают допустимые нормы в 4-5 раз. Осознавая существующую проблему, BVG уже установил на 300 своих автобусах фильтры, улавливающие 80 % окислов азота.

### Выбросы тонкой пыли
Для оценки влияния на организм человека тонких пылей (способных вызвать сердечно-сосудистые заболевания, бронхит, астму и рак лёгкого) в воздухе населённых пунктов применяется показатель PM10, характеризующий концентрацию в нём взвешенных частиц диаметром менее 10 микрометров, примерно 28 % которых приходится на долю транспорта. К значительным антропогенным источникам тонкой пыли относятся двигатели внутреннего сгорания, выхлопные газы которых имеют относительно высокую концентрацию сажи, одного из главных компонентов взвешенной пыли. Для борьбы с нею в Берлине с 1 января 2008 г одной из первых в Германии была введена природоохранная зона, территориально ограниченная кольцевой линией городской электрички и въезд в которую разрешен автомобилям, отвечающим, по меньшей мере, требованиям стандарта Евро-4. По некоторым оценкам, с ее помощью было достигнуто снижение концентрации PM10 в различных районах центра города от 6 до 19 %. Кроме того, на 60 тысяч автомобилей были установлены противосажевые фильтры, что должно улучшить качество воздуха на всем маршруте их следования.

### Шумовое загрязнение
Показатели уровня шума более 65 dB(A) днём и 55 dB(A) ночью, способные негативно влиять на здоровье человека, превышаются для почти 300 тысяч берлинцев по вине автомобильного транспорта, для 28 тыс. из-за движения трамваев и наземного метрополитена и для 22 тыс. из-за полетов авиатранспорта. При этом в аэропорту Шёнефельд действует ограничение, а в аэропорту Тегель запрет на осуществление ночных рейсов. По данным эксплуатанта берлинских аэропортов уровень шумового загрязнения от воздушного транспорта снизился с 1960 года в среднем на 25 dB(A): к примеру, для Ил-62 этот показатель при пролете на высоте 6,5 км составлял 100, а для Ту-134А — 98 dB(A), в то время как современные Boeing 737—800 и Airbus A320neo достигают 82 и 76 dB(A) соответственно.
По последним опросам именно дорожное движение воспринимается жителями как главный источник шума, опережая по этому показателю, в том числе, и неудобства, исходящие от соседей по дому. Наряду с укладкой шумопоглощающего асфальта, своевременным ремонтом рельсовых путей и дорожного покрытия, обновлением парка общественного транспорта, установкой шумозащитных окон, оптимизацией транспортных потоков в качестве одной из мер, принимаемых для снижения уровня шума, предлагается расширение действия зон с ограничением скорости движения в 30 км/ч (в настоящее время на почти 3/4 всех берлинских улиц уже существует подобное ограничение). Снижение среднего уровня шума на подобных участках дорог может достигать 3 dB(A).

### Прочие факторы
Согласно принятому в 2008 году закону о защите некурящих (нем. Nichtraucherschutzgesetz) во всех городских транспортных средствах и на вокзалах города введен полный запрет на курение, за нарушение которого полагается штраф до 100 € в отношении курящих и до 1 млн. € для владельцев соответственных учреждений.

## Преступность на общественном транспорте Берлина
| Количество пострадавших от насилия на берлинском транспорте в 2017 году (на 1 млн. пассажиров) | Количество пострадавших от насилия на берлинском транспорте в 2017 году (на 1 млн. пассажиров) | Количество пострадавших от насилия на берлинском транспорте в 2017 году (на 1 млн. пассажиров) | Количество пострадавших от насилия на берлинском транспорте в 2017 году (на 1 млн. пассажиров) | Количество пострадавших от насилия на берлинском транспорте в 2017 году (на 1 млн. пассажиров) |
| ---------------------------------------------------------------------------------------------- | ---------------------------------------------------------------------------------------------- | ---------------------------------------------------------------------------------------------- | ---------------------------------------------------------------------------------------------- | ---------------------------------------------------------------------------------------------- |
| Железнодорожный транспорт (в целом)                                                            |                                                                                                |                                                                                                | 6,11                                                                                           |                                                                                                |
| Автобус                                                                                        |                                                                                                |                                                                                                | 1,29                                                                                           |                                                                                                |
| Трамвай                                                                                        |                                                                                                |                                                                                                | 1,63                                                                                           |                                                                                                |
| Метрополитен                                                                                   |                                                                                                |                                                                                                | 4,43                                                                                           |                                                                                                |

Пассажирский транспорт не является зоной, свободной от правонарушений. Следующая статистика предоставлена BVG по случаям, произошедшим в 2017 году в транспортных средствах, на остановках и вокзалах, находящихся в ее ведении:
- общее количество правонарушений — 17 560
- наиболее распространенное из преступлений — кражи, составляющие более половины от их общего числа
- количество преступлений, связанных с нанесением телесных повреждений пассажирам — 2 533
- количество преступлений против работников транспортных служб — 544
- для предотвращения правонарушений и обеспечения их лучшей раскрываемости все станции и поезда метро, более 96 % автобусов и 88 % трамваев оборудованы камерами наблюдения.

Несмотря на подсчеты перевозчика, что пассажир, ежедневно совершающий одну поездку в общественном транспорте немецкой столицы, рискует пострадать от того или иного правонарушения не чаще, чем раз в 900 лет, субъективное ощущение безопасности может заметно отличаться от в целом позитивного видения ситуации со стороны BVG. Схожая картина по структуре преступлений и их абсолютным цифрам наблюдается и на железнодорожном транспорте (городские электрички, поезда дальнего и ближнего следования), находящемся на балансе Deutsche Bahn и ее дочерних компаний, публикующих статистику в целом по Германии.

## Галерея

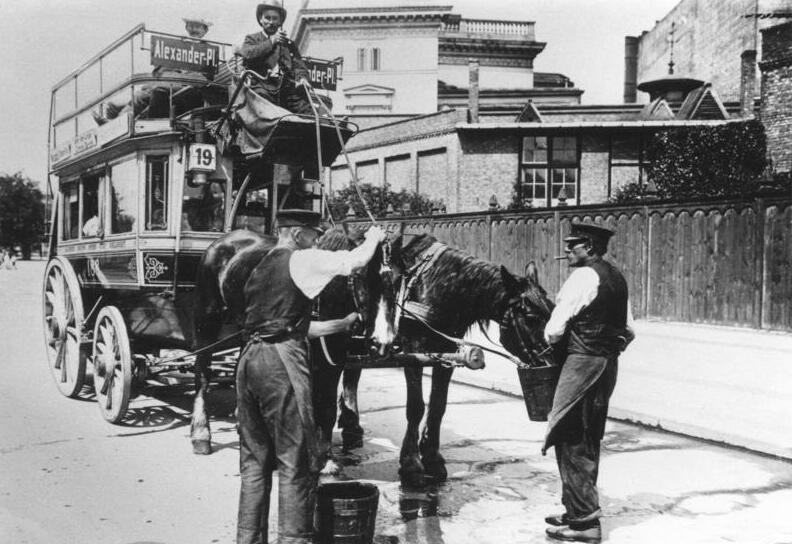
Берлинский омнибус
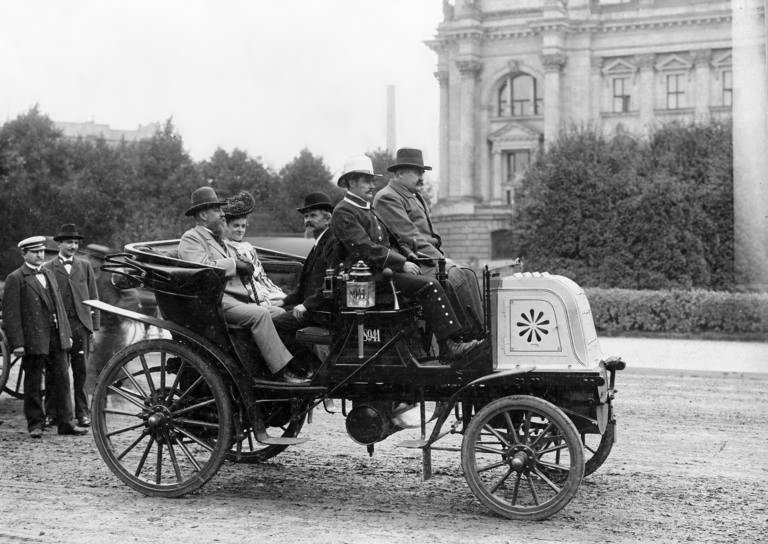
Первое моторизированное берлинское такси (1898)
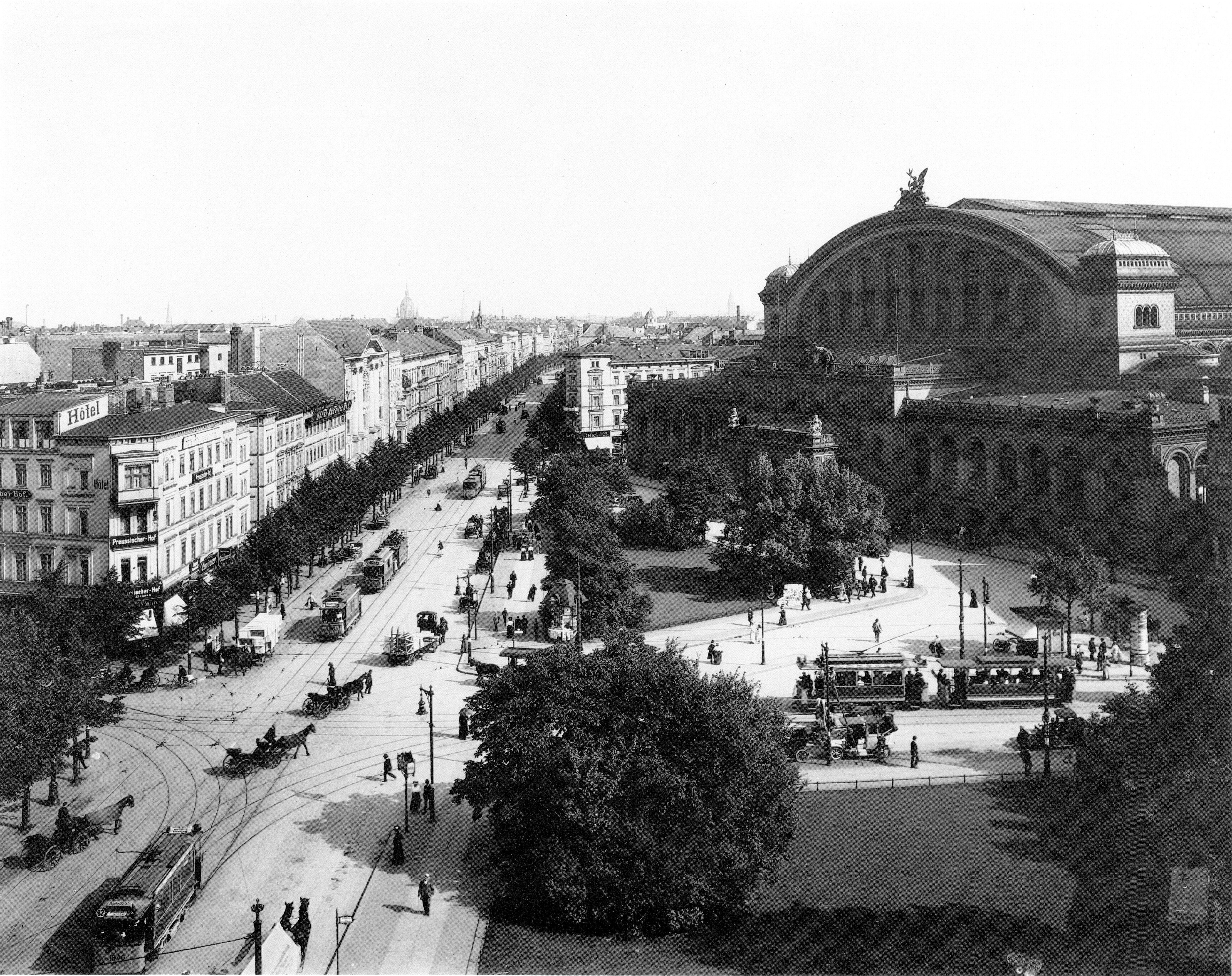
Анхальтский вокзал (около 1910)
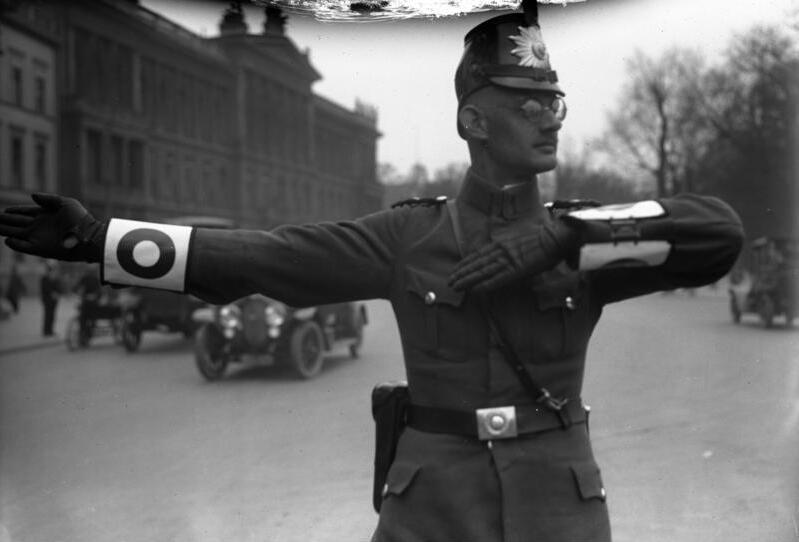
Берлинская транспортная полиция (апрель 1925)
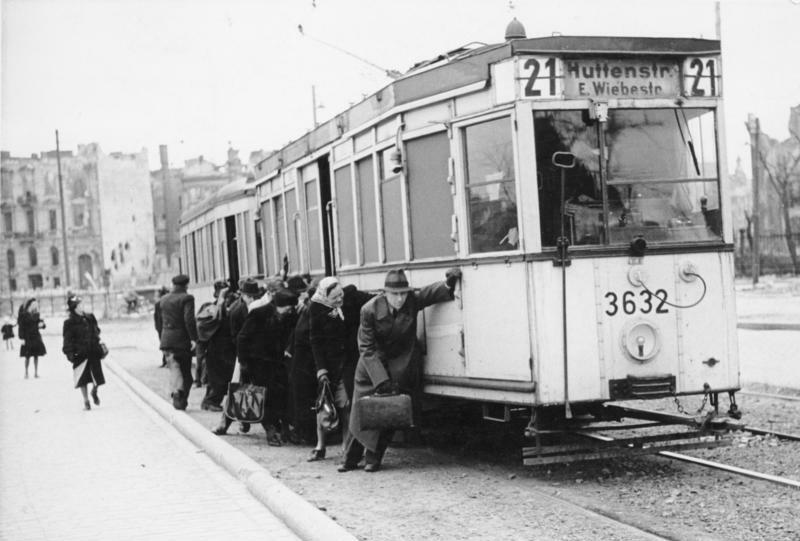
Пассажиры помогают оставшемуся без тяги берлинскому трамваю (1946)
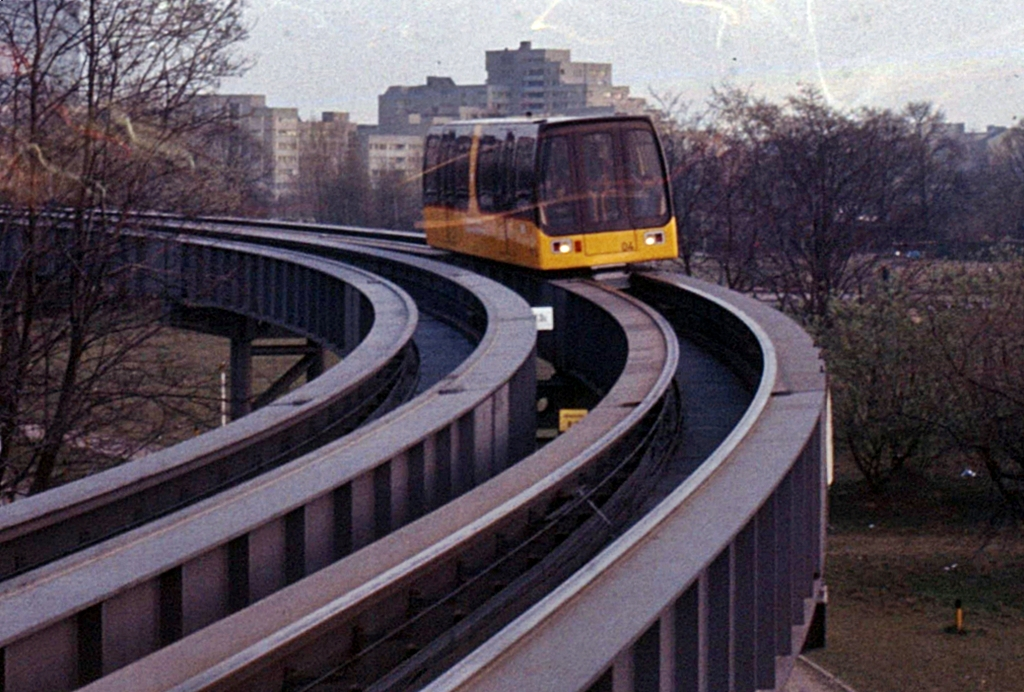
M-Bahn в Берлине (апрель 1990)
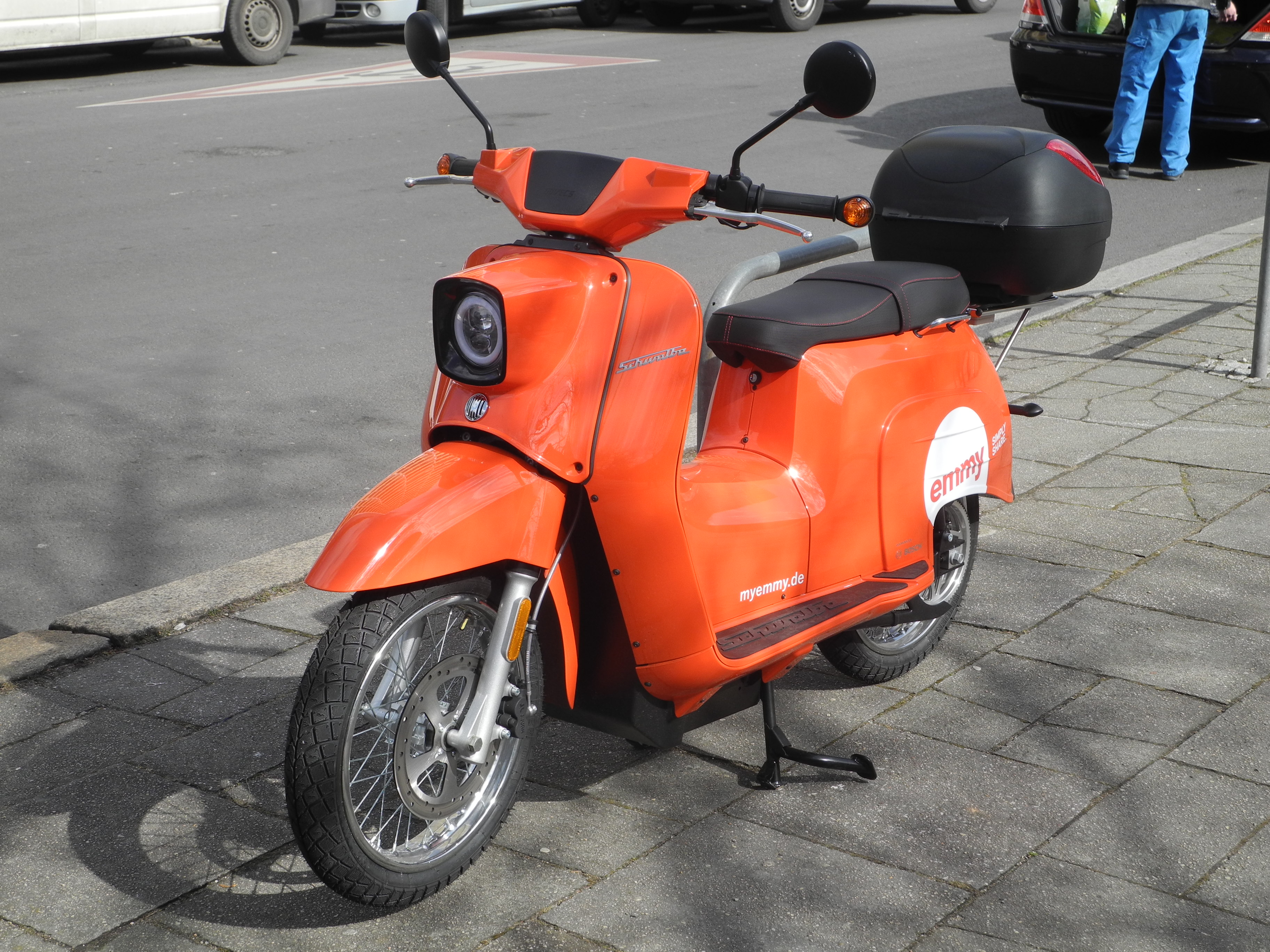
Электроскутер для аренды Emmy
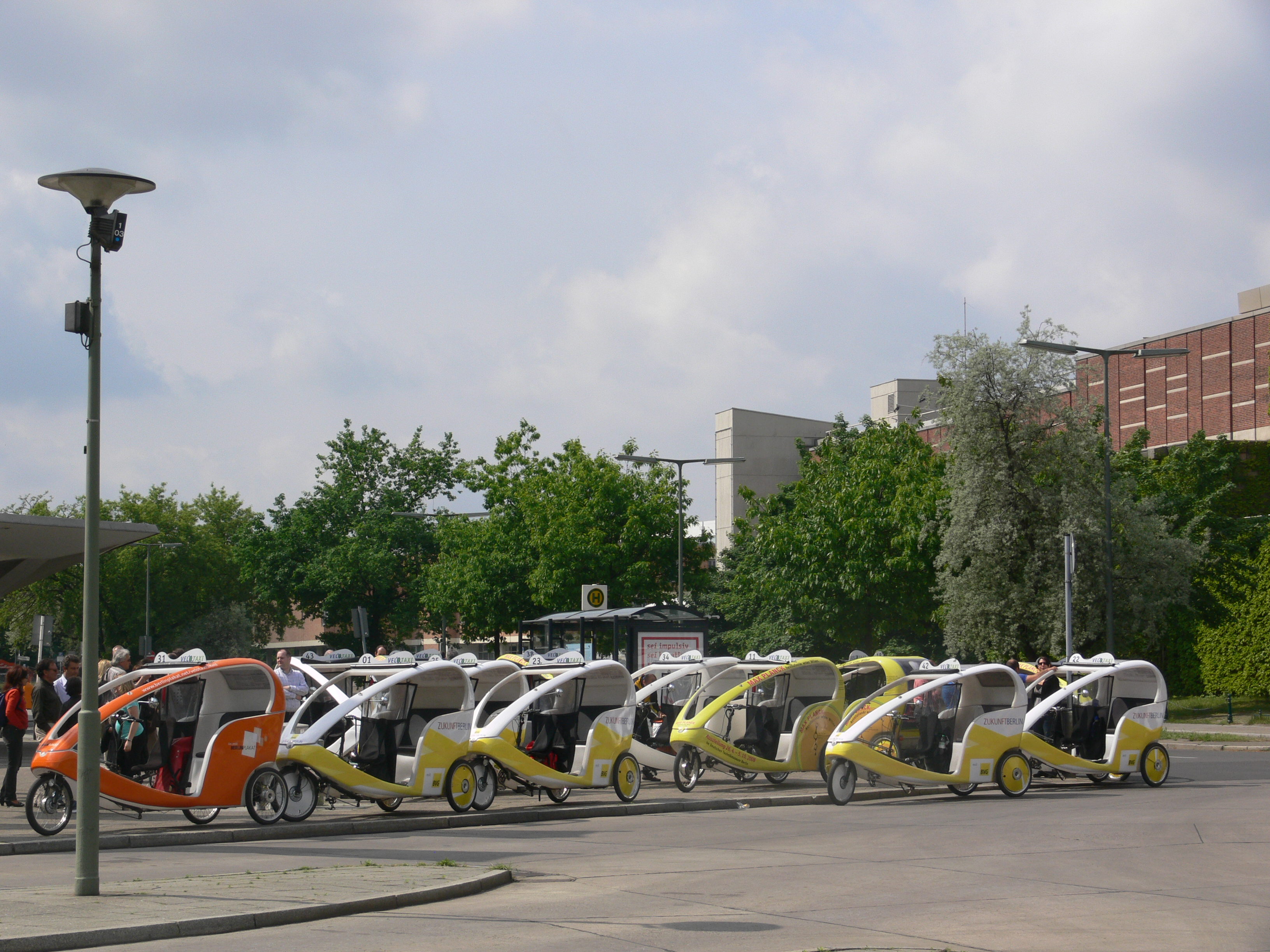
Велотакси у Берлинской филармонии